# 日本佛教建築

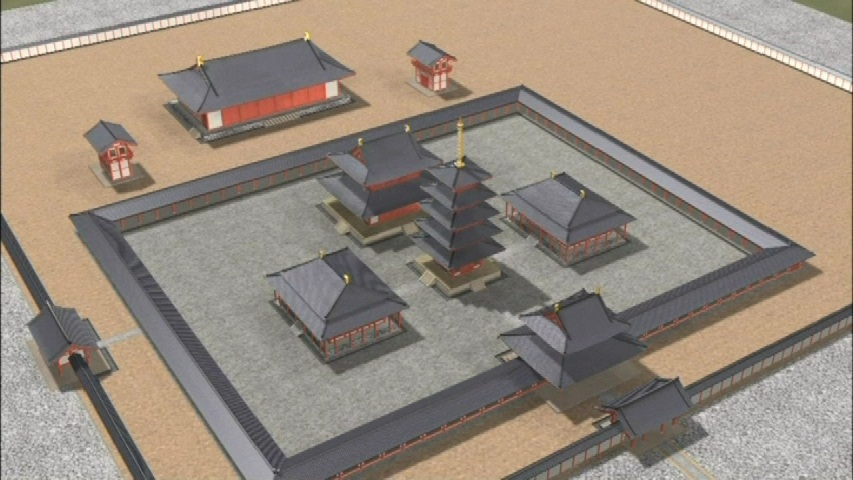
日本早期的寺院——飛鳥寺復原圖

日本佛教建築是日本受中國建築文化影響下發展出的佛教建築。

## 伽藍樣式

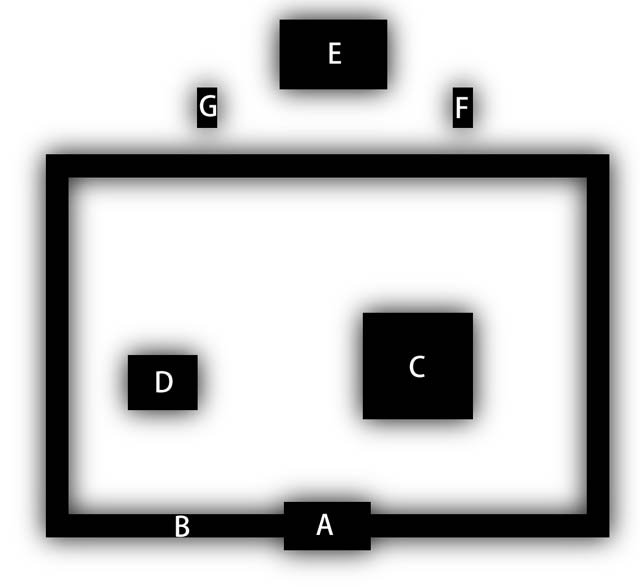
法隆寺的伽藍

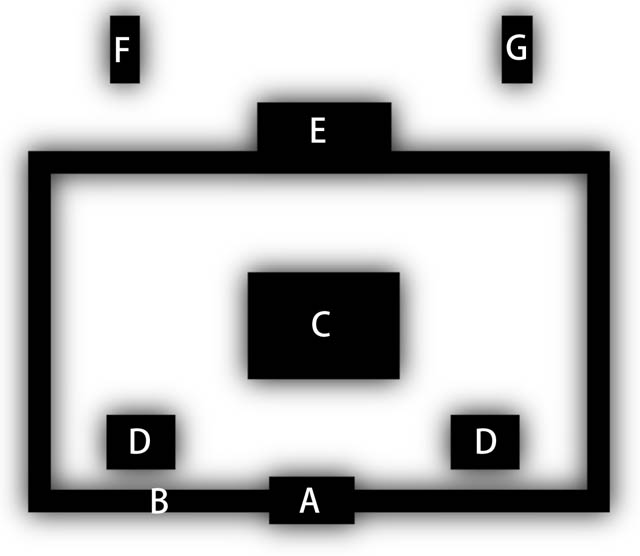
藥師寺的伽藍

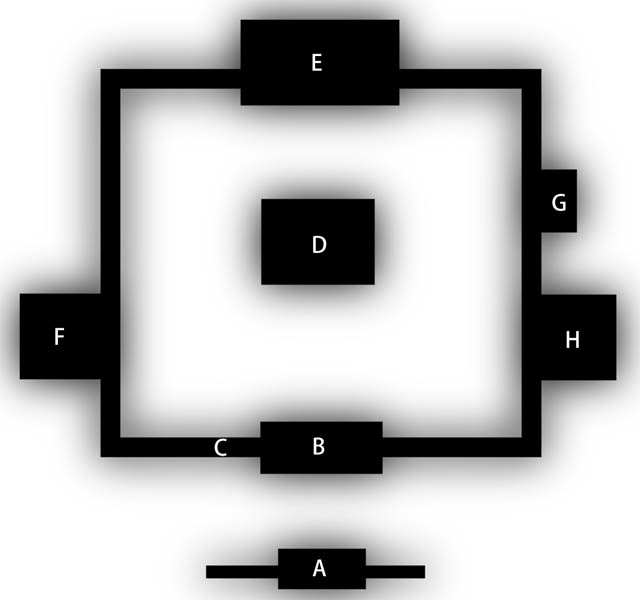
瑞龍寺的伽藍

「七堂伽藍」（Shichidō garan）是日本佛教建築中理想的寺院模式。「七堂」一般是指金堂、佛塔、講堂、鐘楼、經藏、僧坊、食堂。禪宗寺院的「七堂」也可以是山門、佛殿、法堂、僧堂、庫院、東司、浴室。

### 法隆寺樣式
A 中門（Chūmon）
B 廻廊（Kairō）
C 金堂（Kondō）
D 塔（Tō）
E 講堂（Kōdō）
F 經藏（Kyōzō）
G 鐘樓（Shōrō）

### 藥師寺樣式
A中門
B廻廊
C金堂
D塔
E講堂
F鐘樓
G經藏

### 瑞龍寺樣式
A 總門（Sōmon）
B山門（Sanmon）
C廻廊（Kairō）
D佛殿（Butsuden）
E法堂（Hōdō）
F禪堂（Zendō）
G鐘樓（Shōrō）
H庫裏（Kuri）

## 建築樣式

### 飛鳥樣式
飛鳥樣式是日本飛鳥時代受到南北朝中國建築文化影響演變出的一種建築樣式。

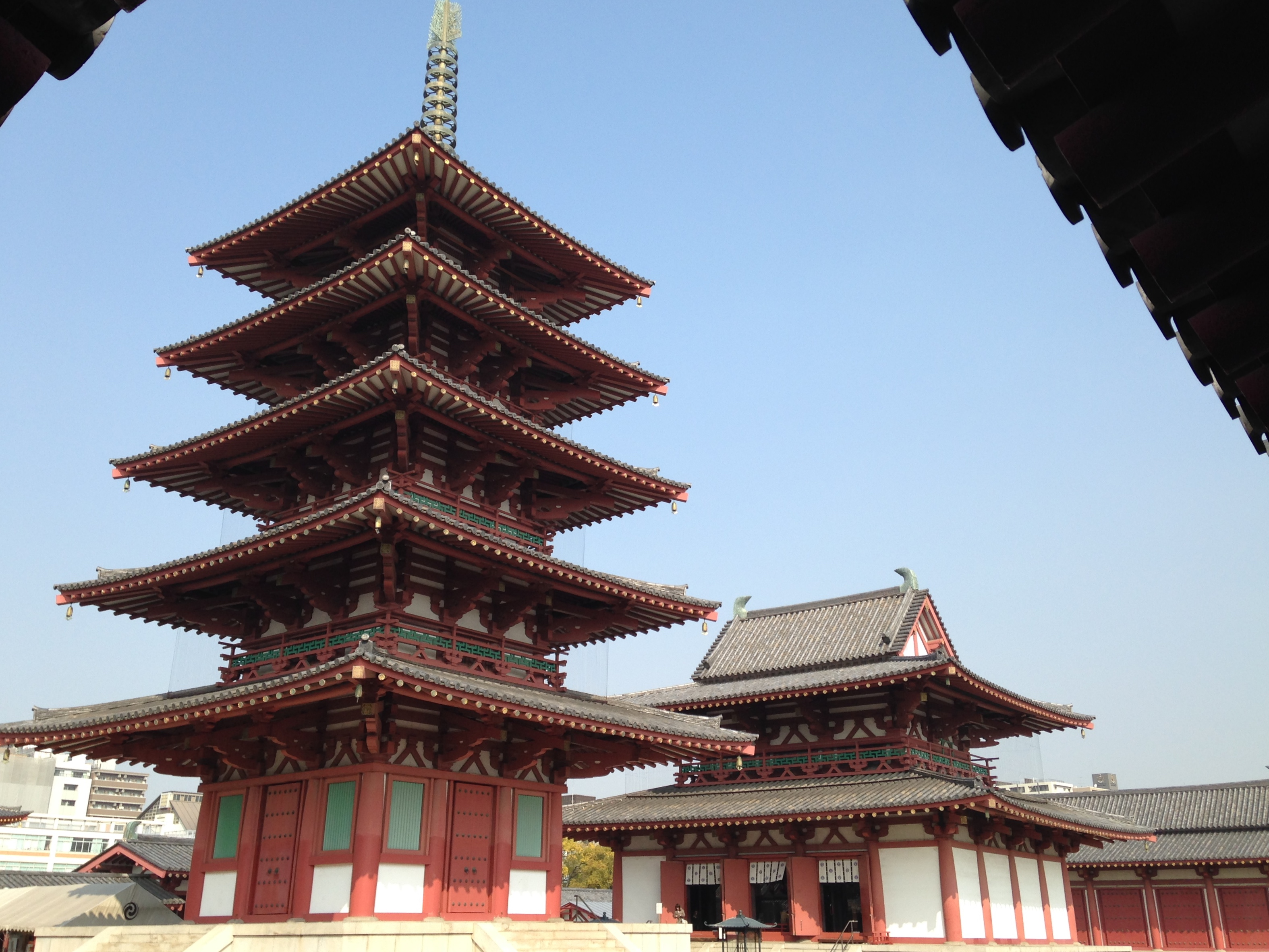
四天王寺
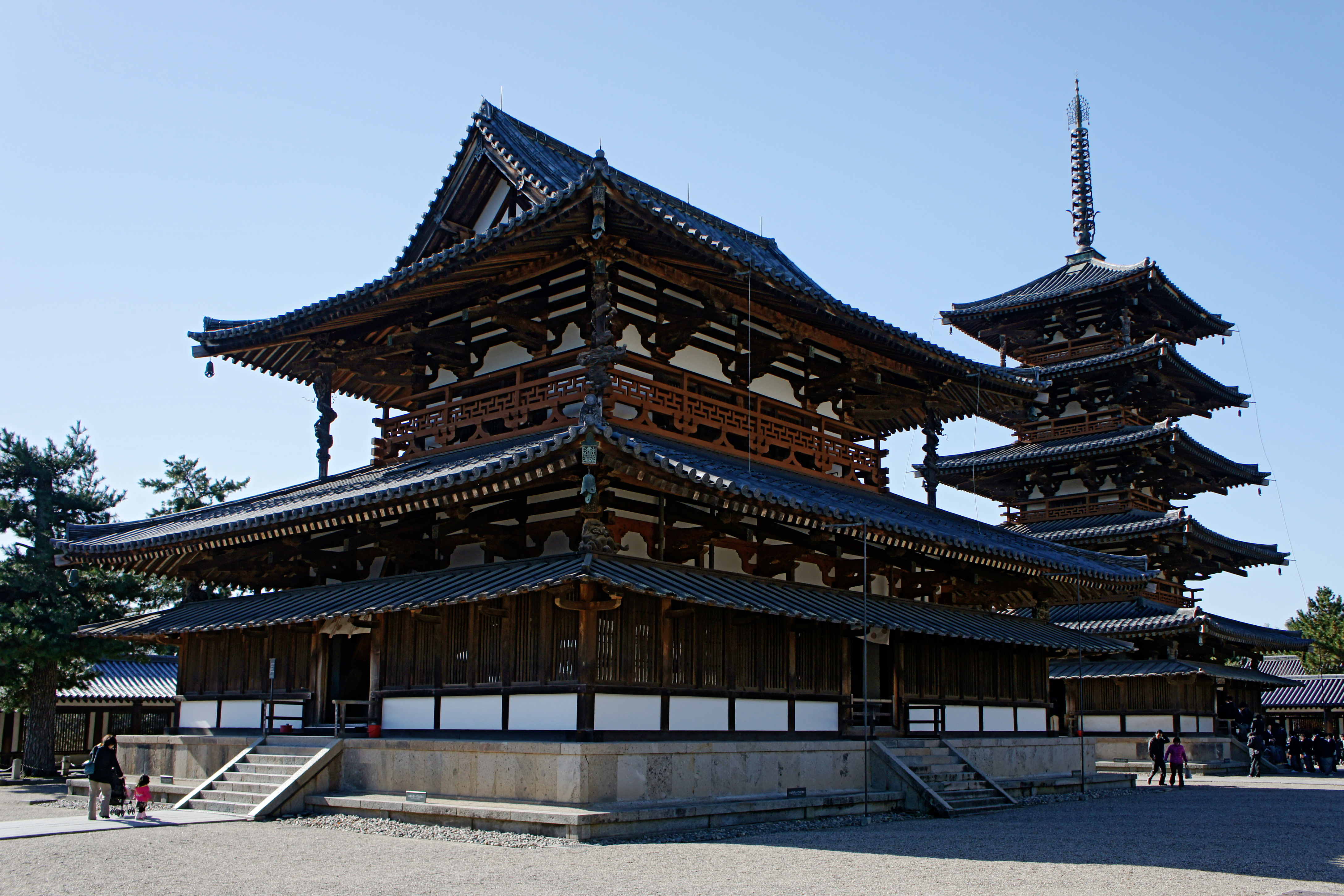
法隆寺
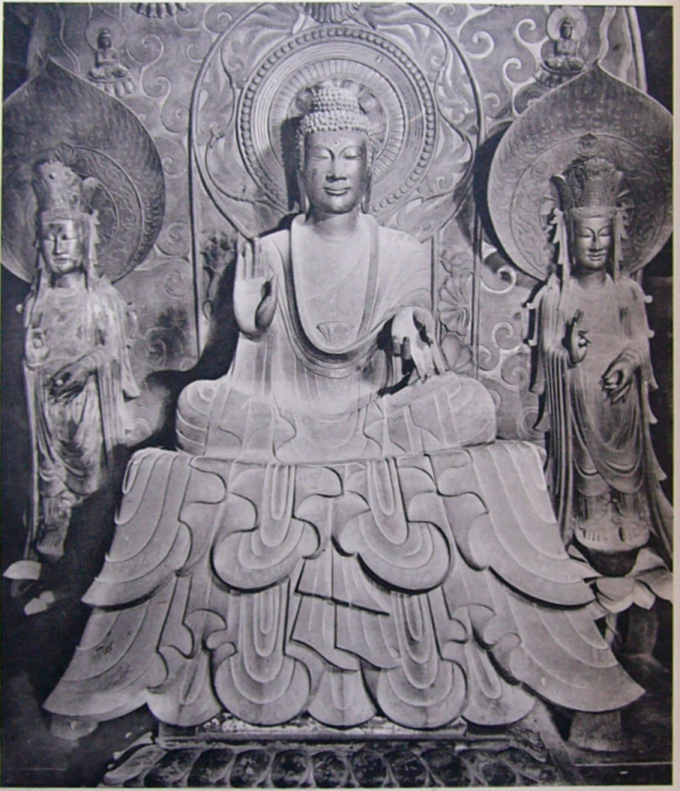
法隆寺的釋迦三尊像
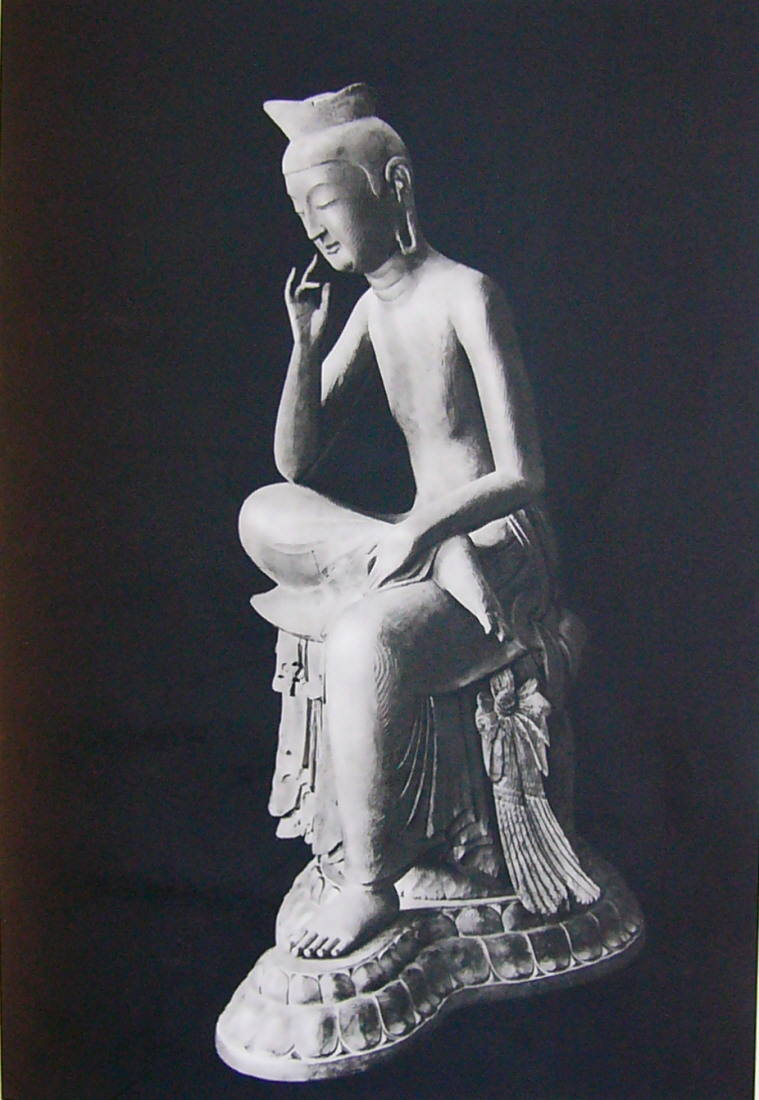
廣隆寺的弥勒菩薩半跏思惟像

### 白鳳樣式
白鳳樣式是日本奈良時代初期受到隋代、唐代初期中國建築文化影響演變出的一種建築樣式。

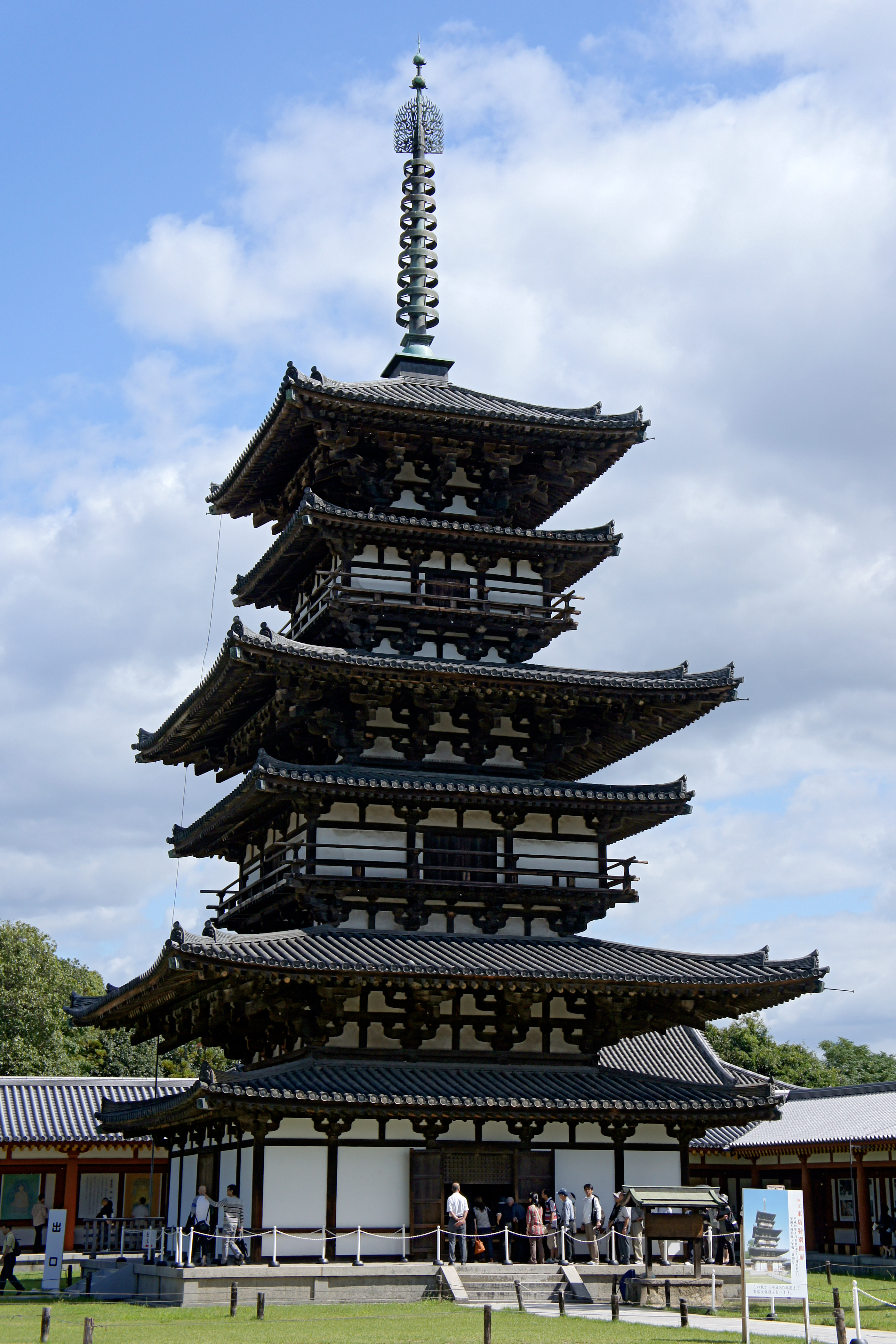
藥師寺的東塔
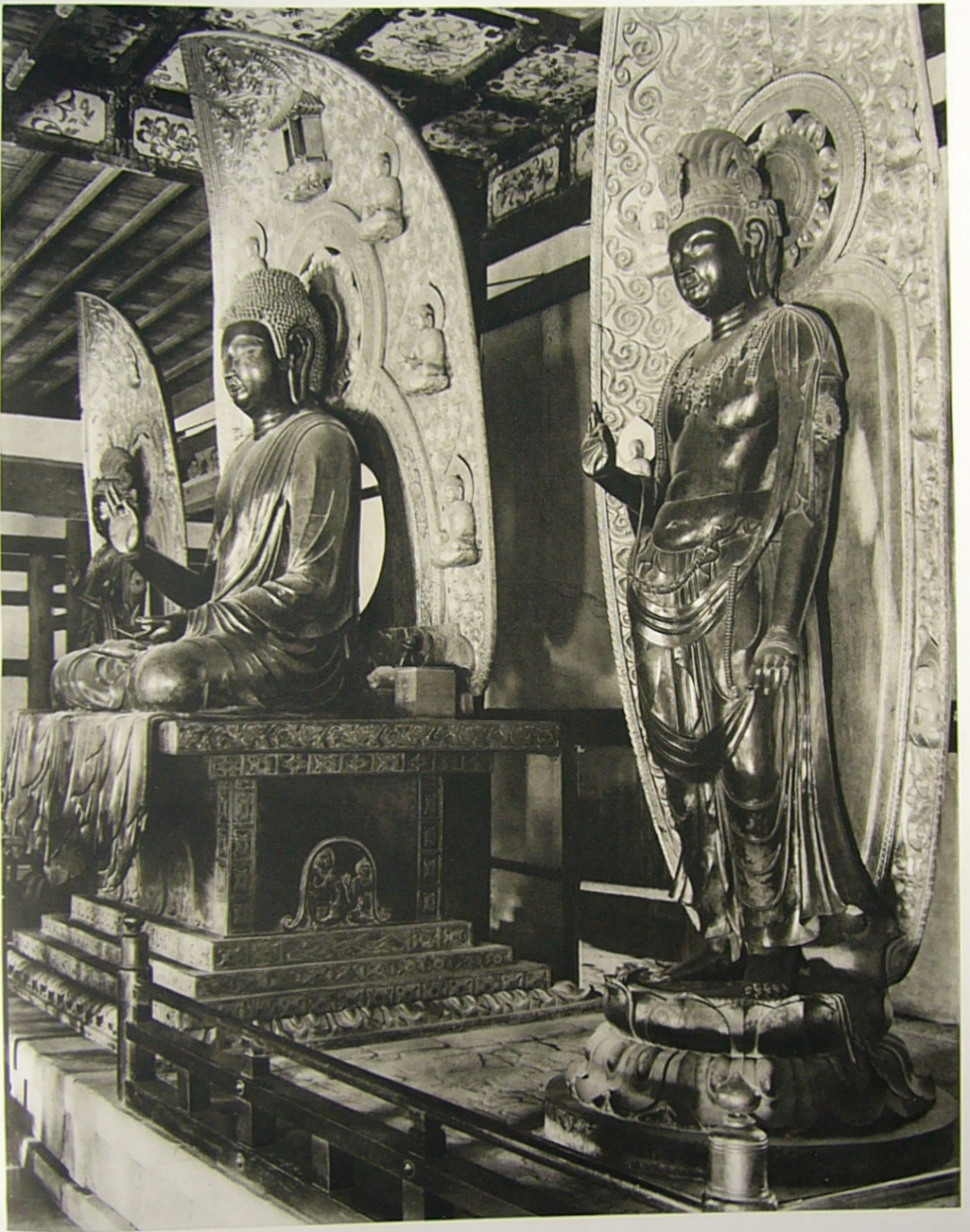
藥師寺的藥師三尊像
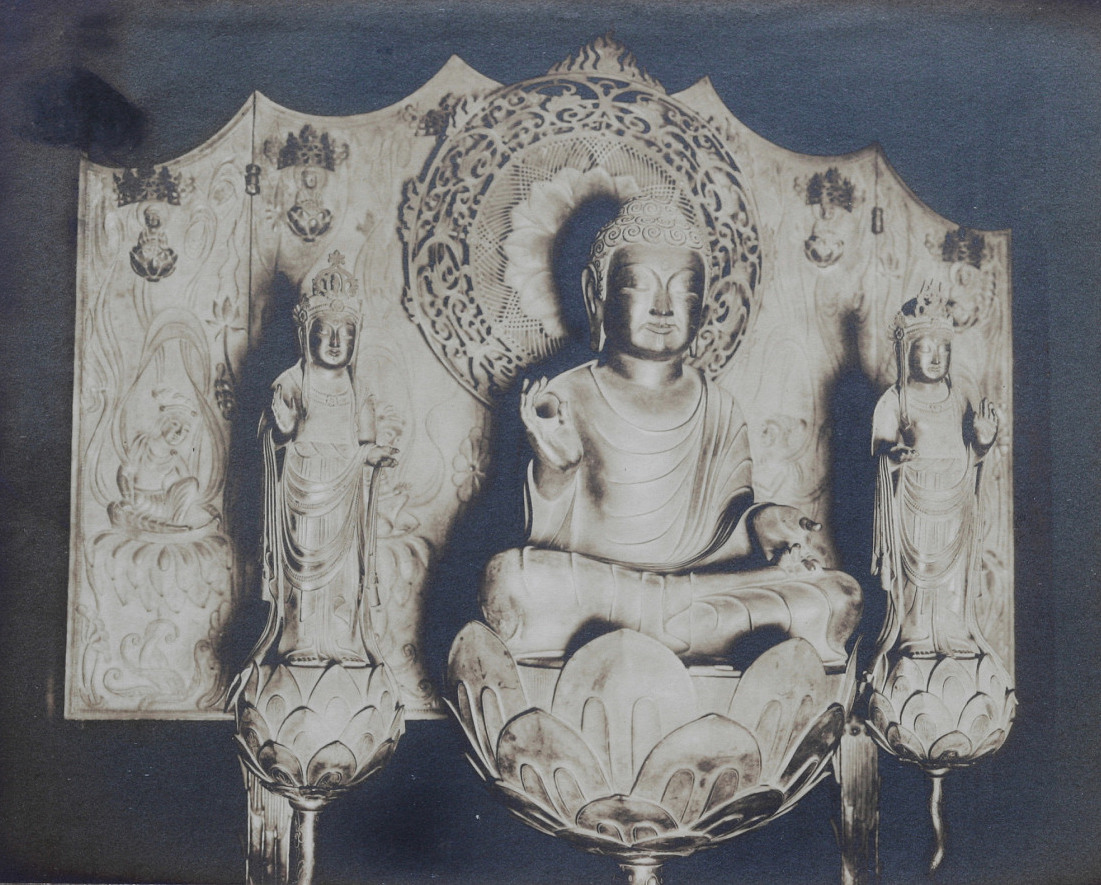
法隆寺的銅造阿弥陀三尊像
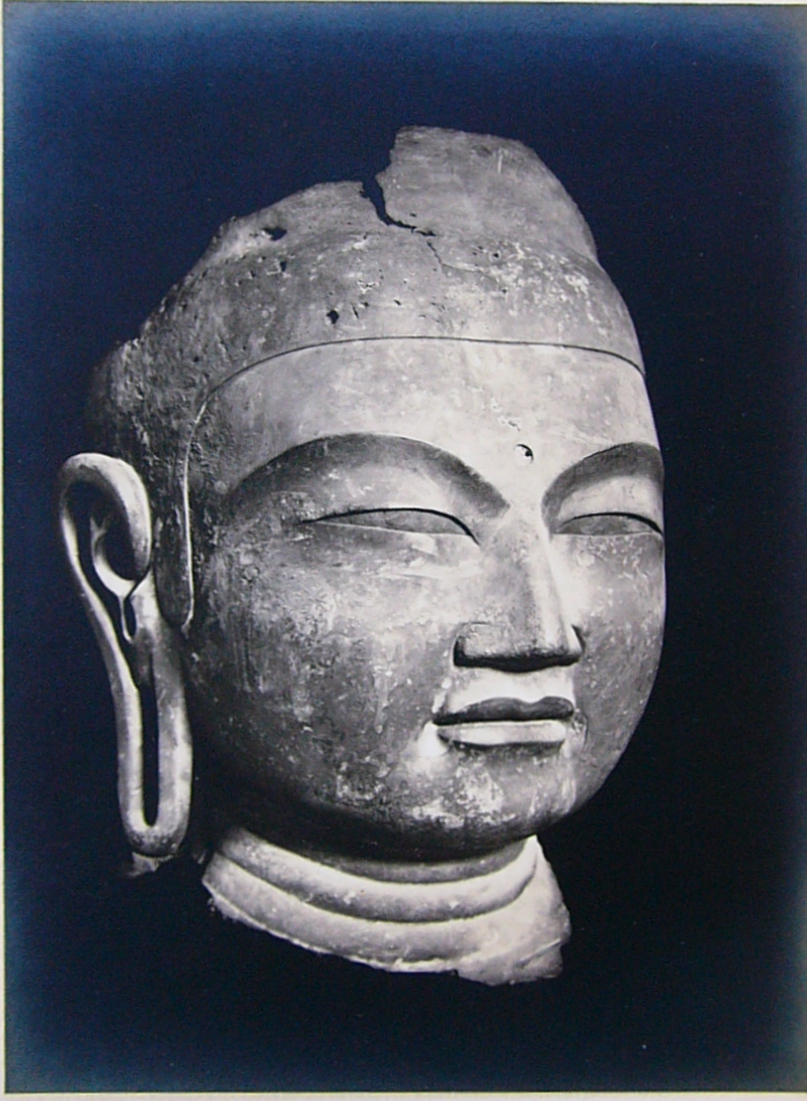
興福寺的佛像

### 天平樣式
天平樣式是日本奈良時代末期受到唐朝中國建築文化影響演變出的一種建築樣式。

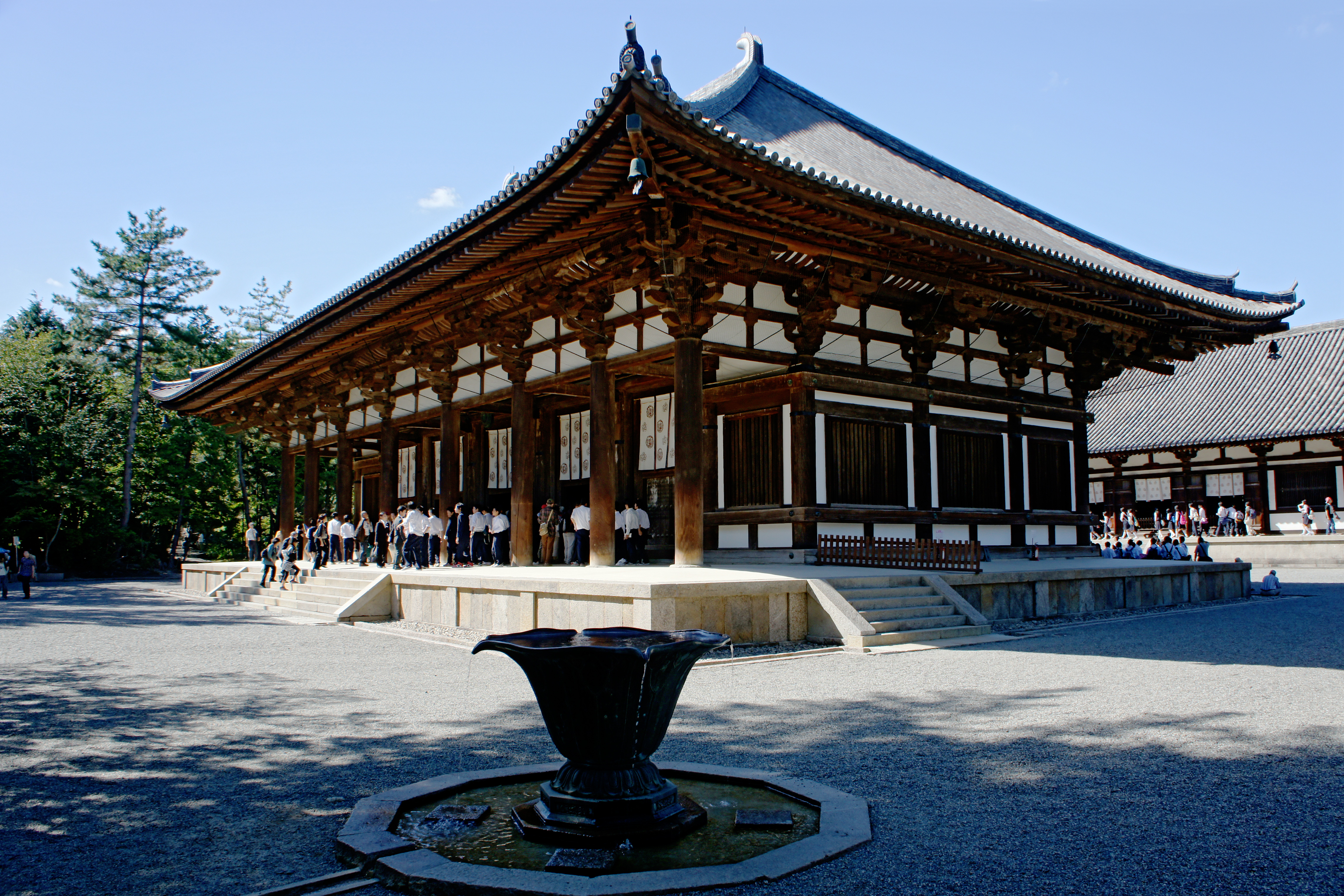
唐招提寺的金堂
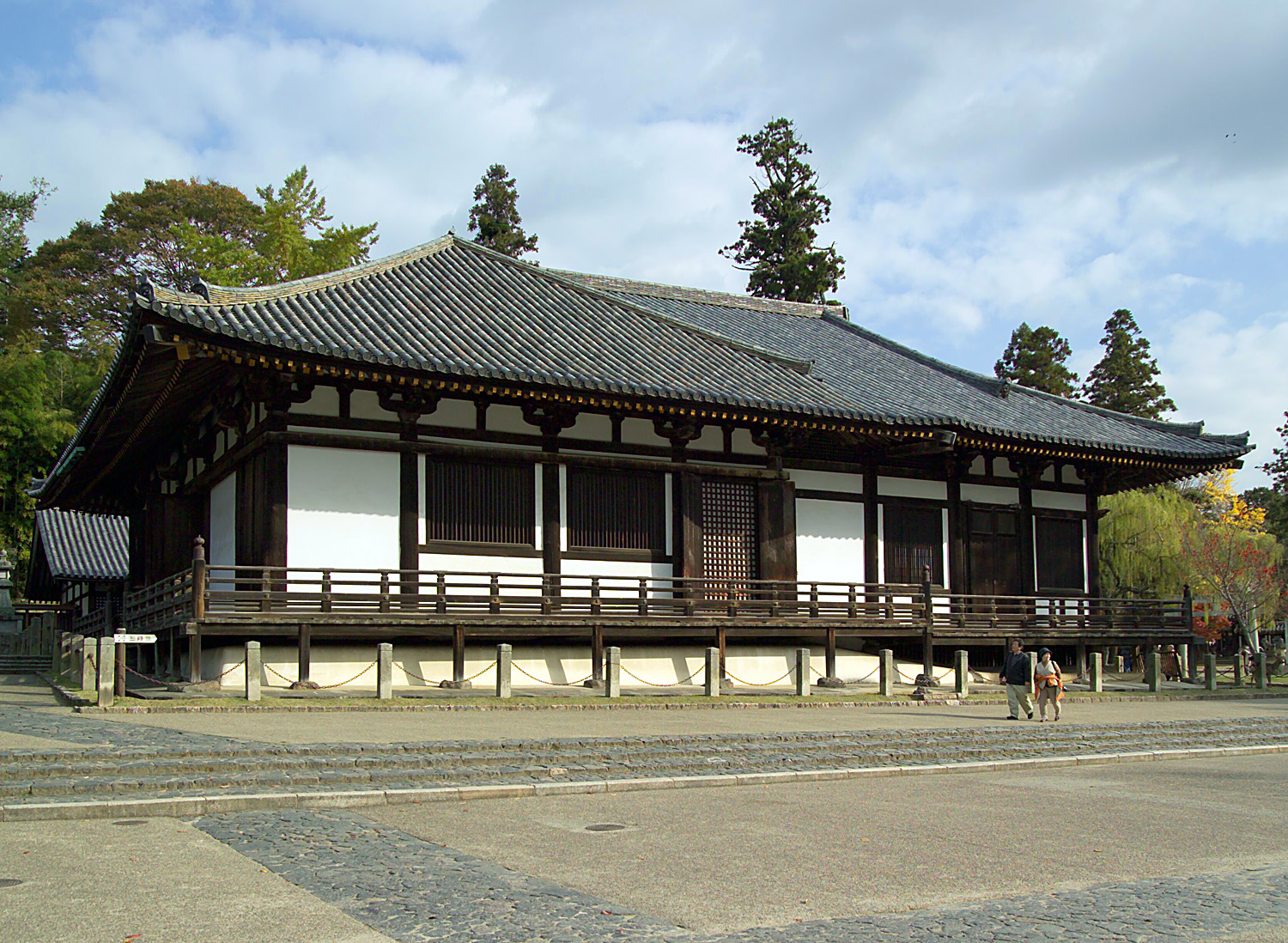
東大寺的法華堂
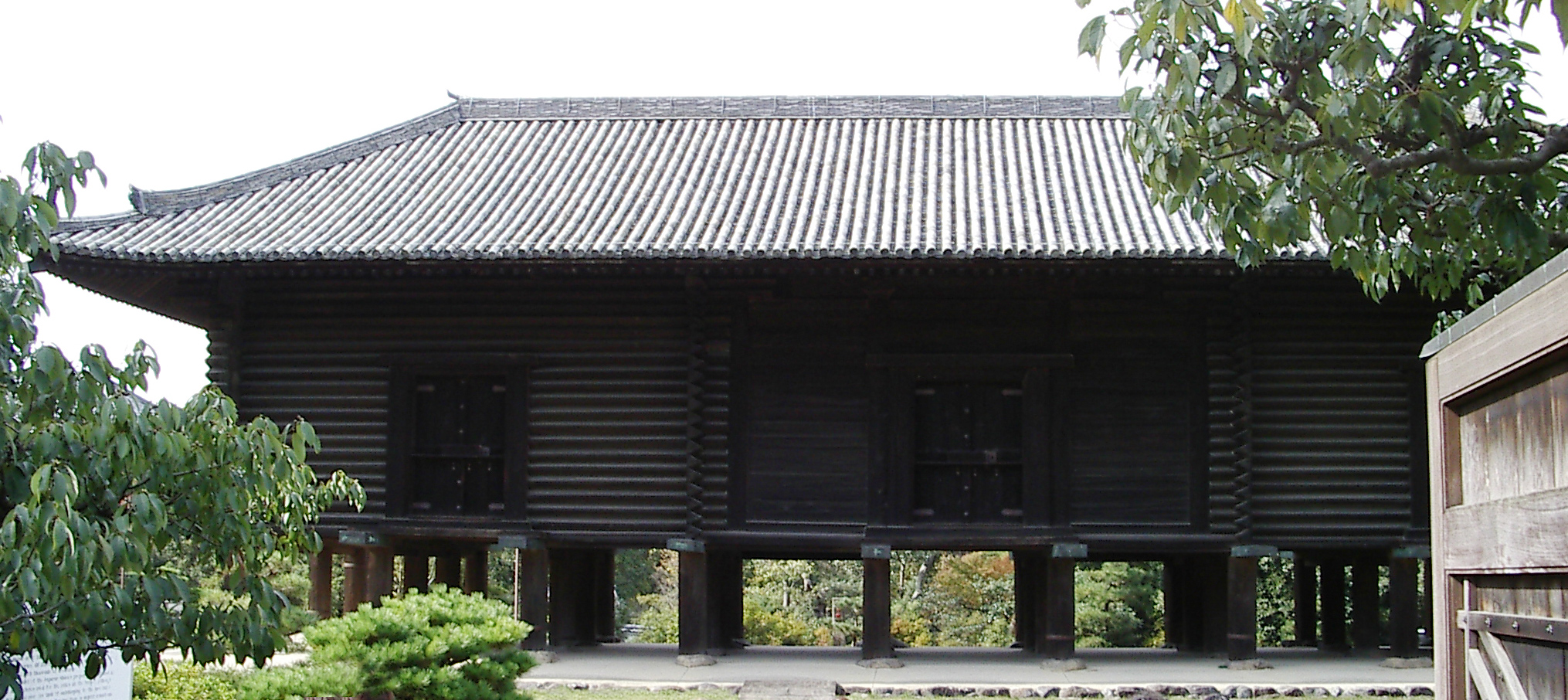
正倉院
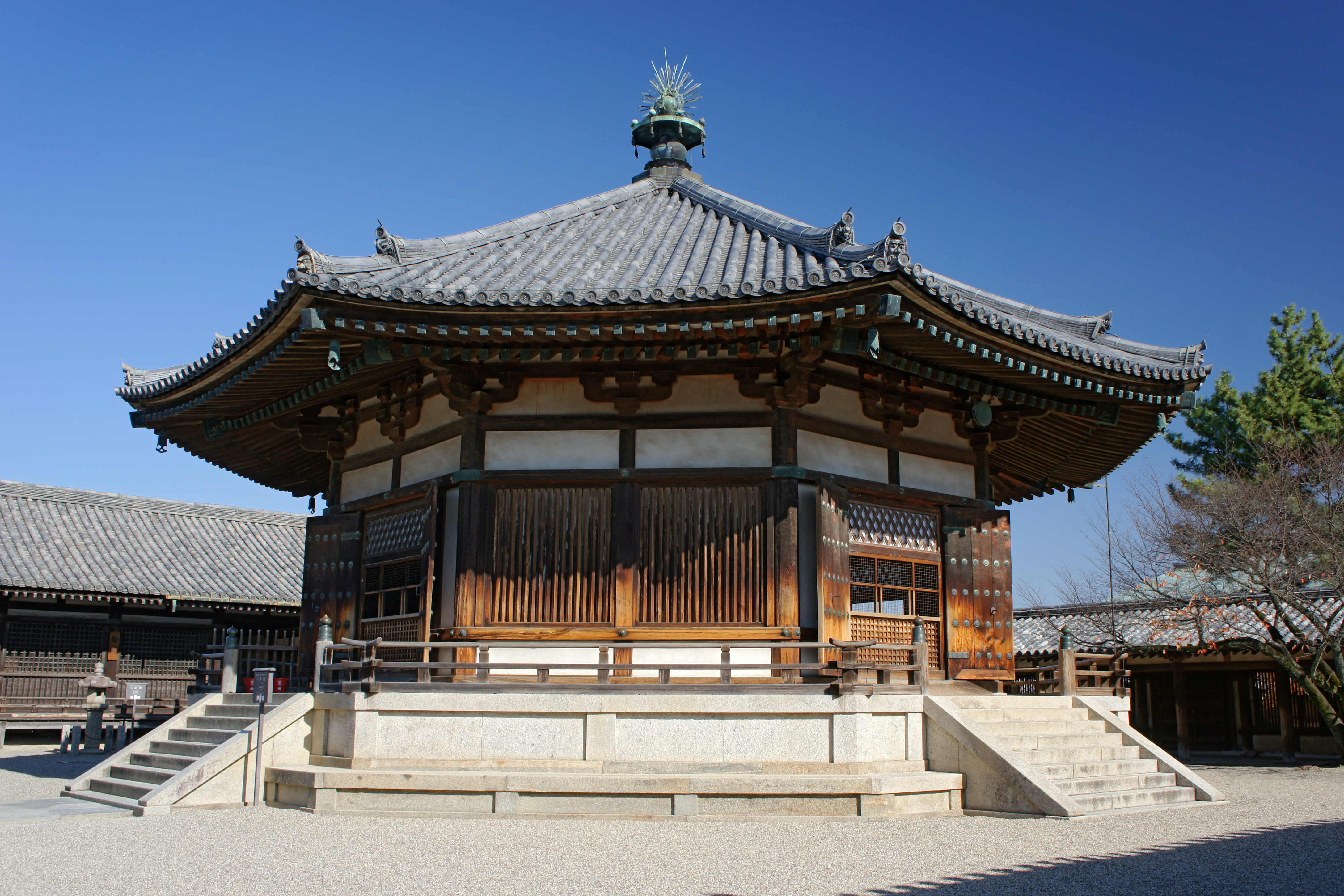
法隆寺的夢殿
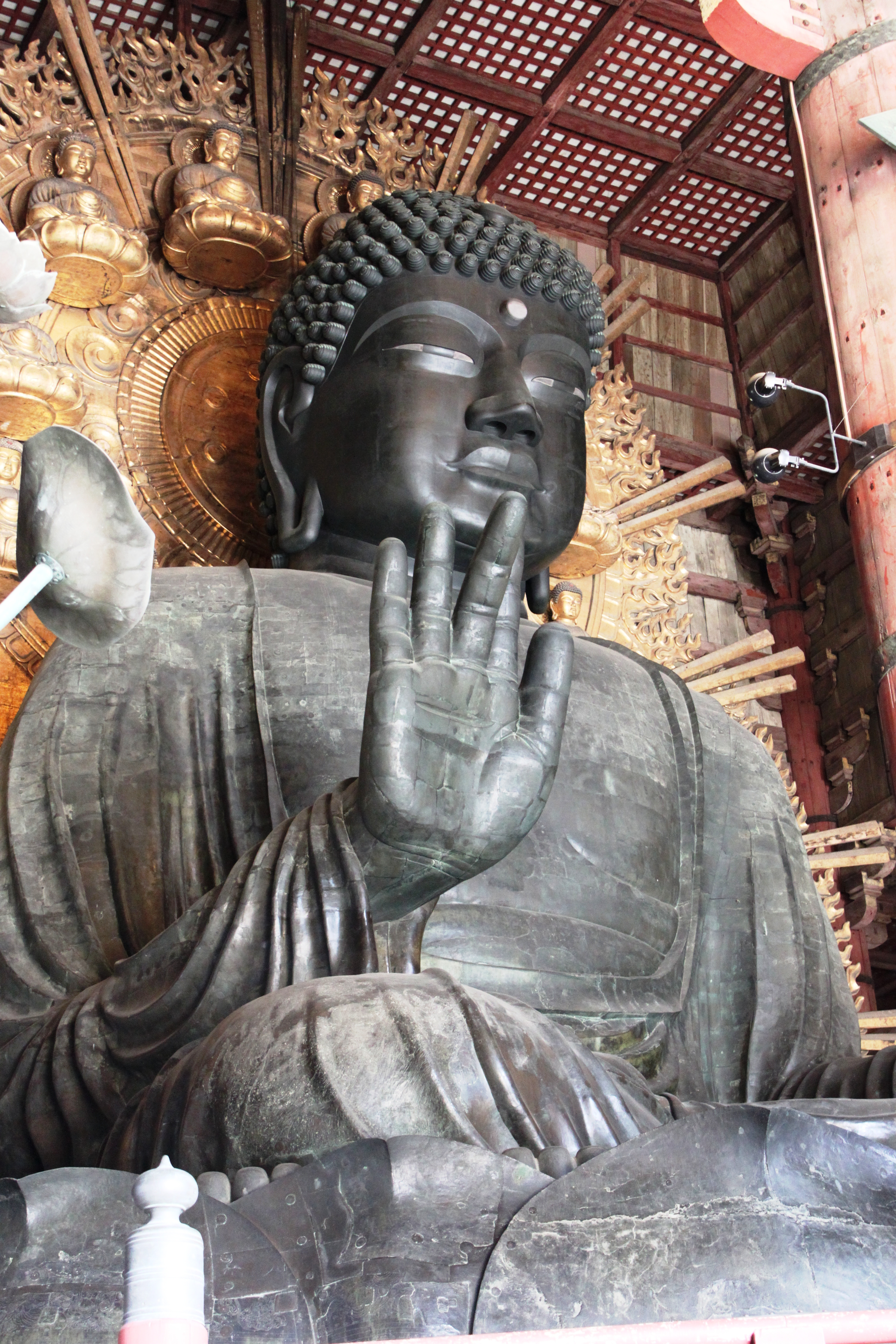
東大寺的盧舎那佛像
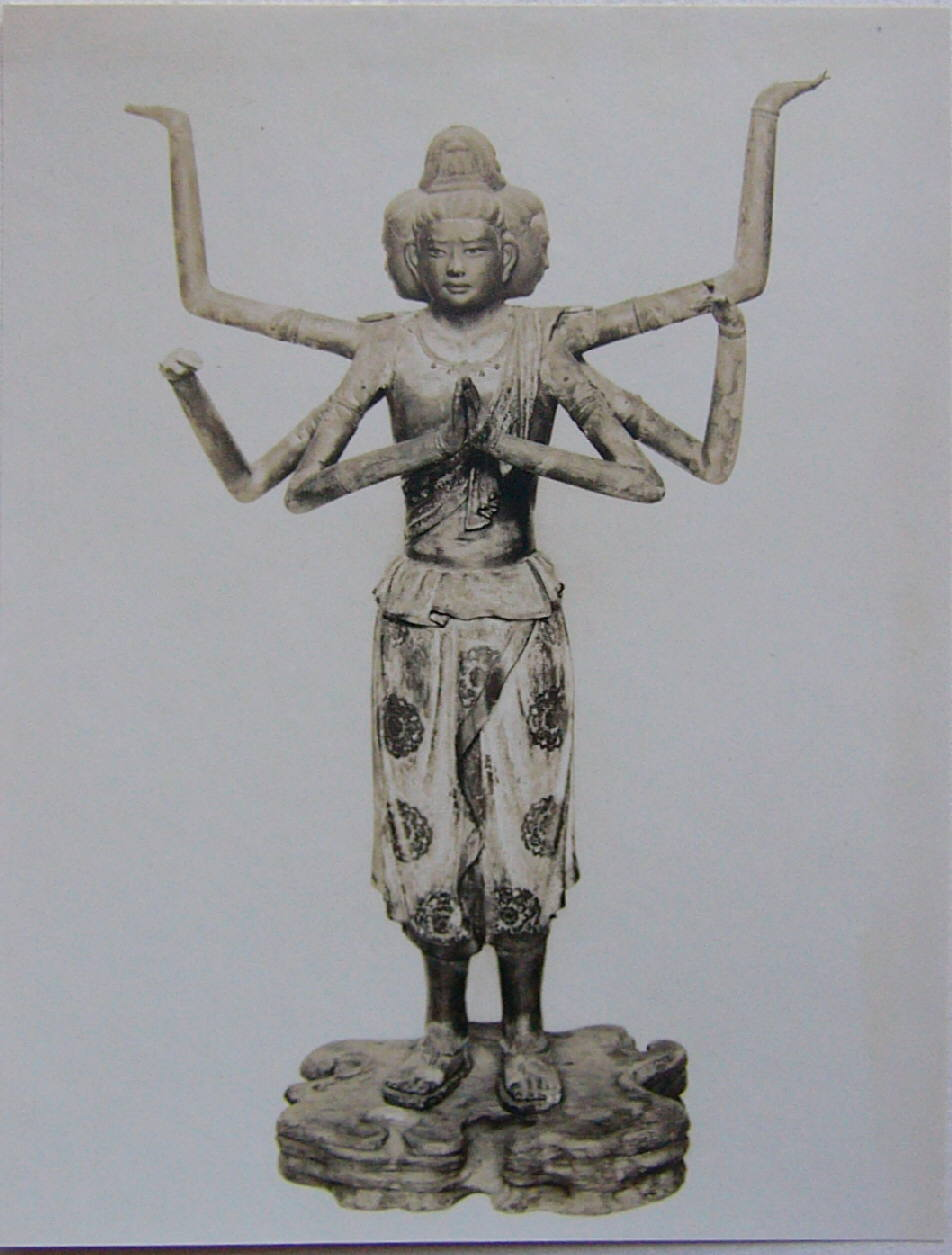
興福寺的阿修羅像
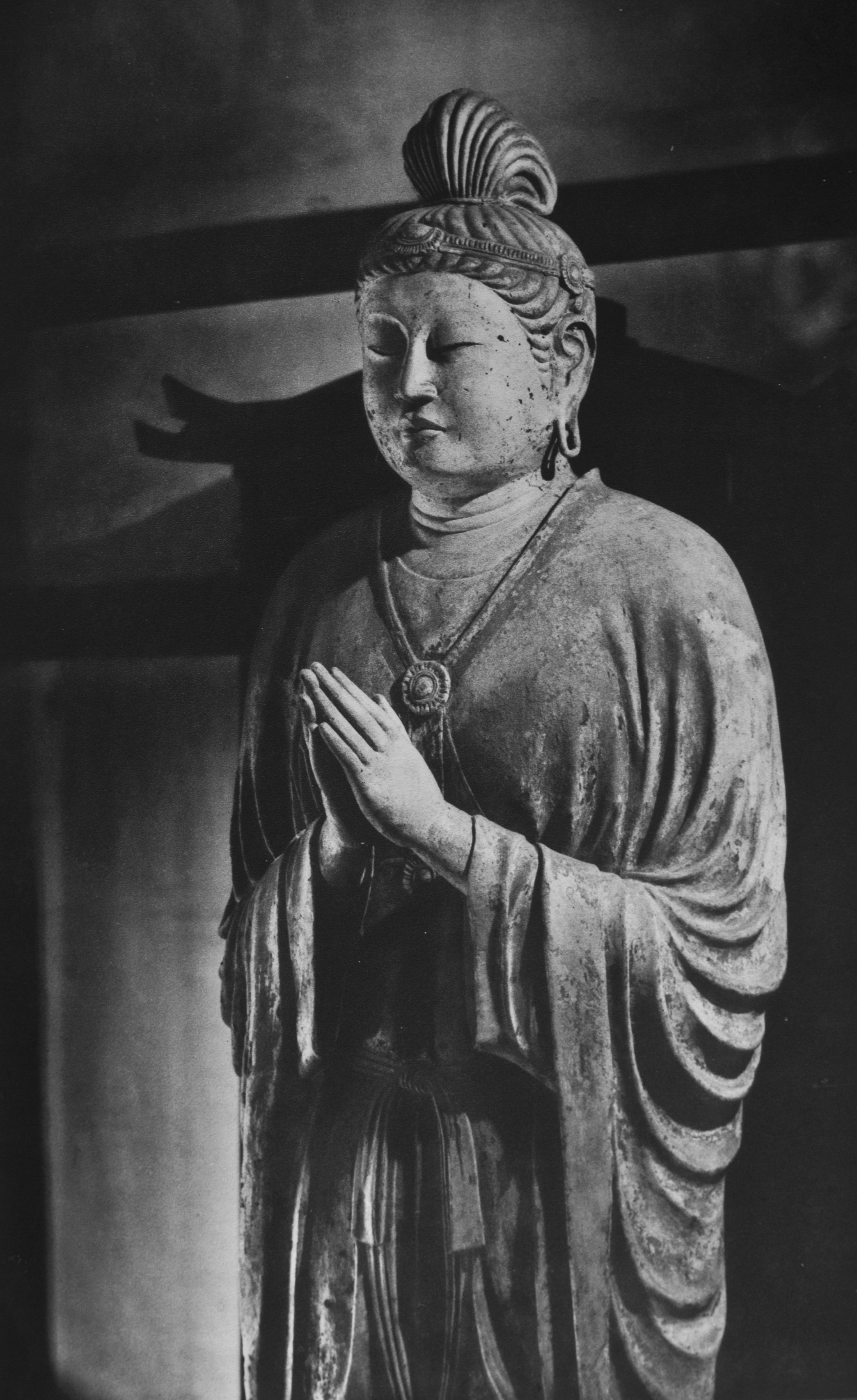
東大寺的月光菩薩立像
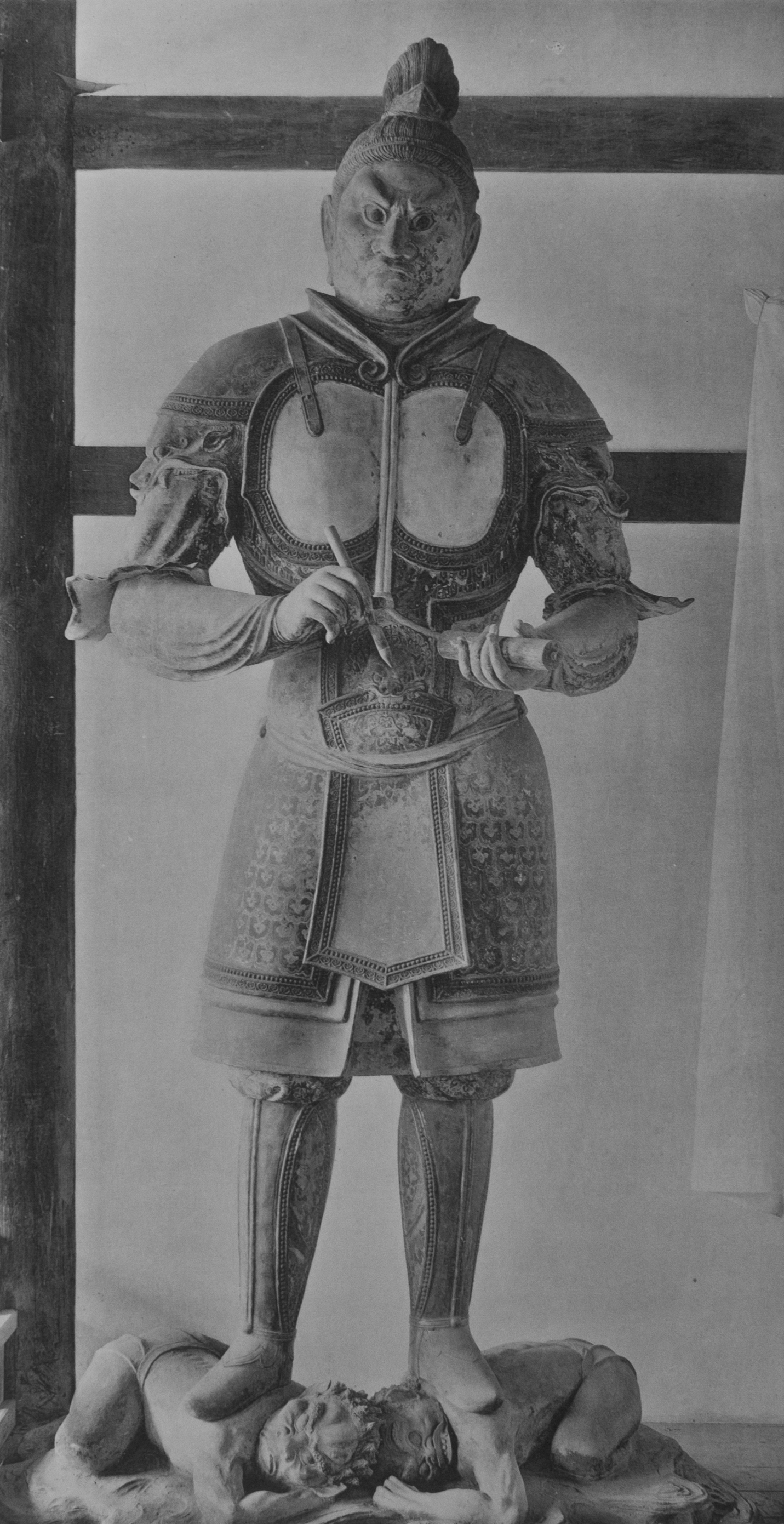
東大寺的廣目天王立像

### 弘仁・貞觀樣式
弘仁・貞觀樣式是日本平安時代演變出的一種建築樣式。

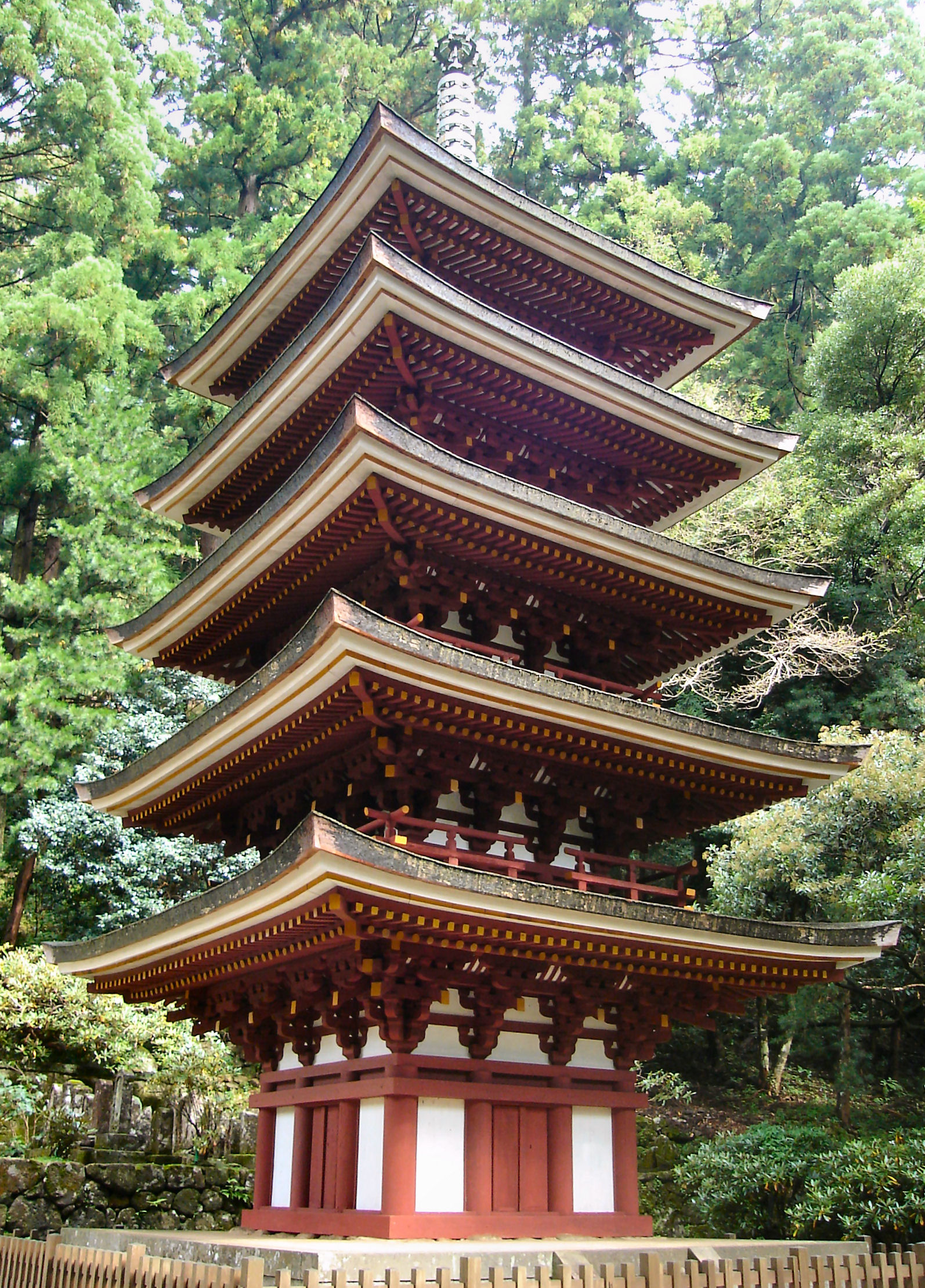
室生寺的五重塔
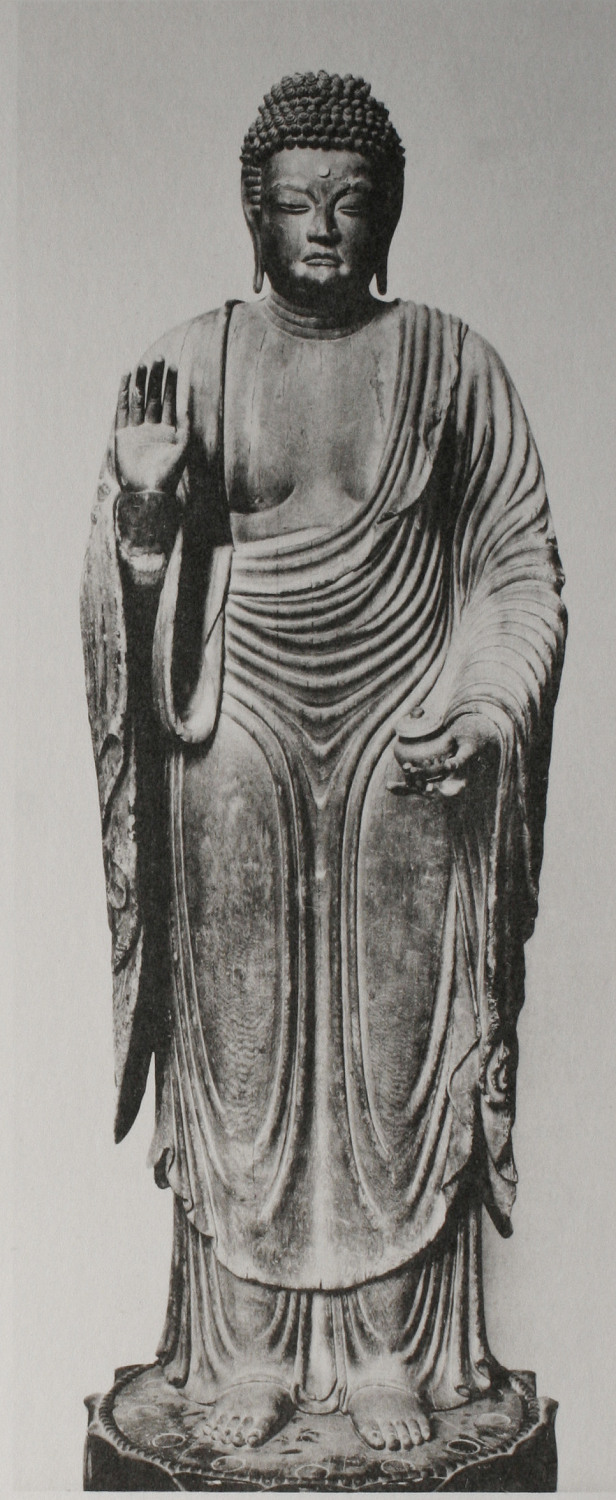
元興寺的藥師如来立像
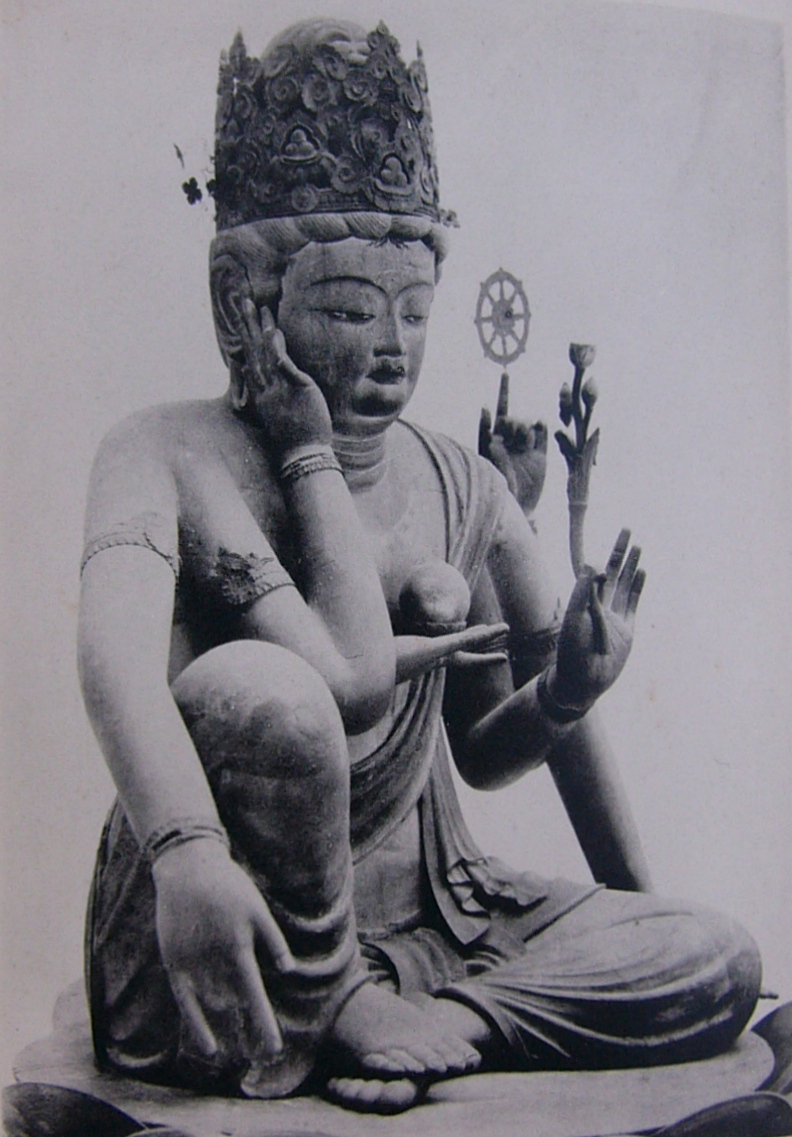
觀心寺的如意輪觀音坐像
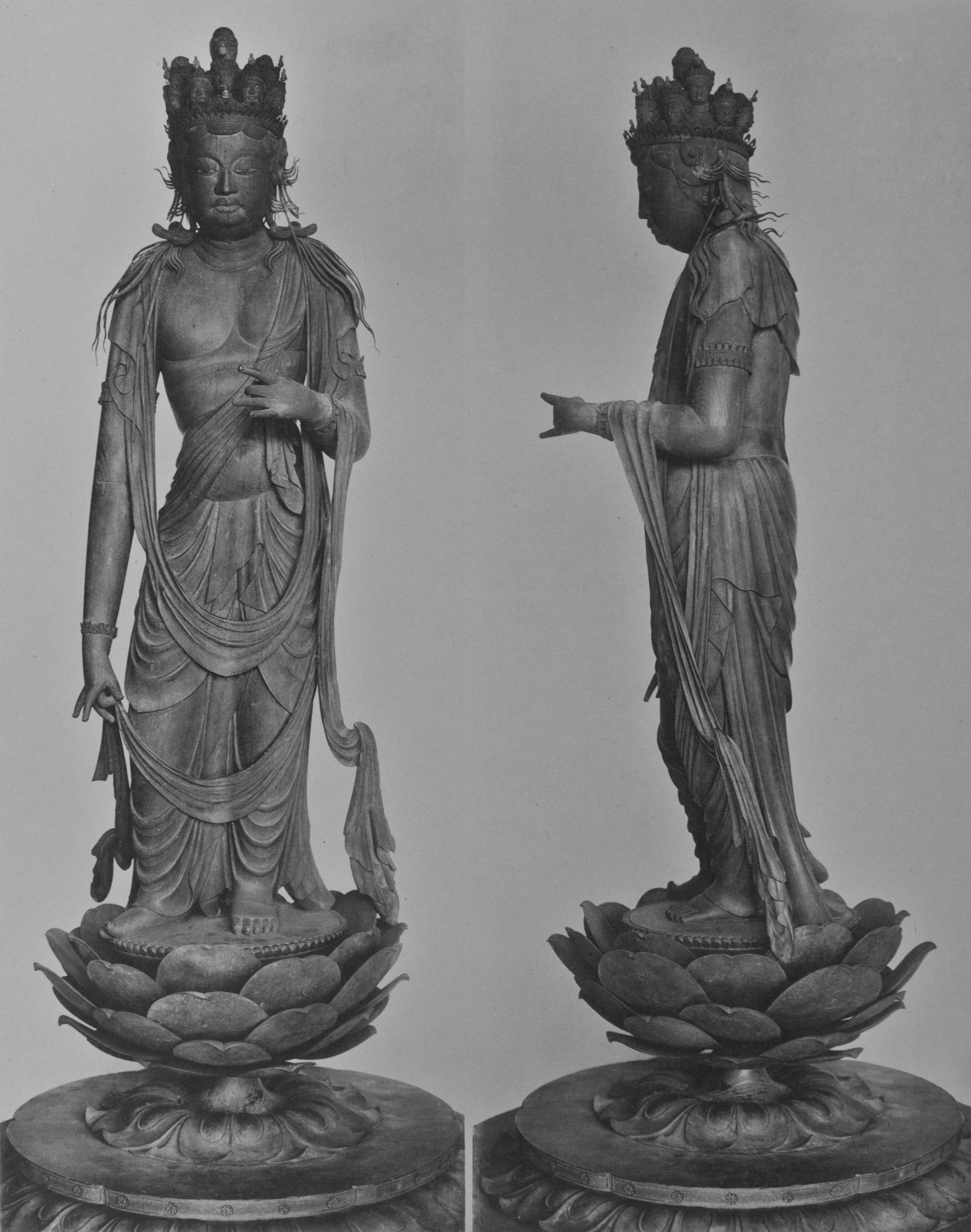
法華寺的十一面觀音立像

#### 和樣
和樣（Wayō）是日本平安時代自行演變出的一種建築樣式。

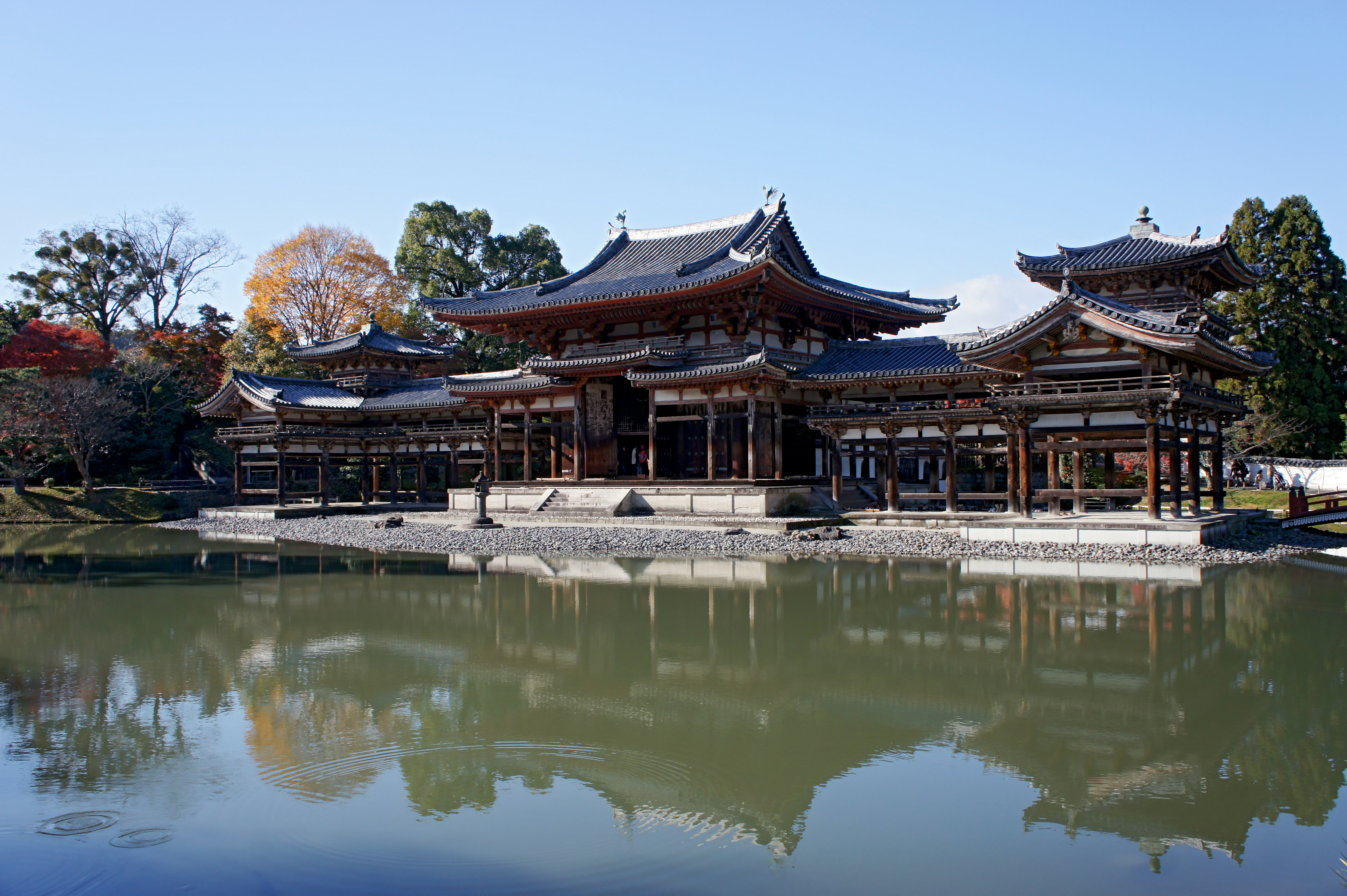
平等院的鳳凰堂
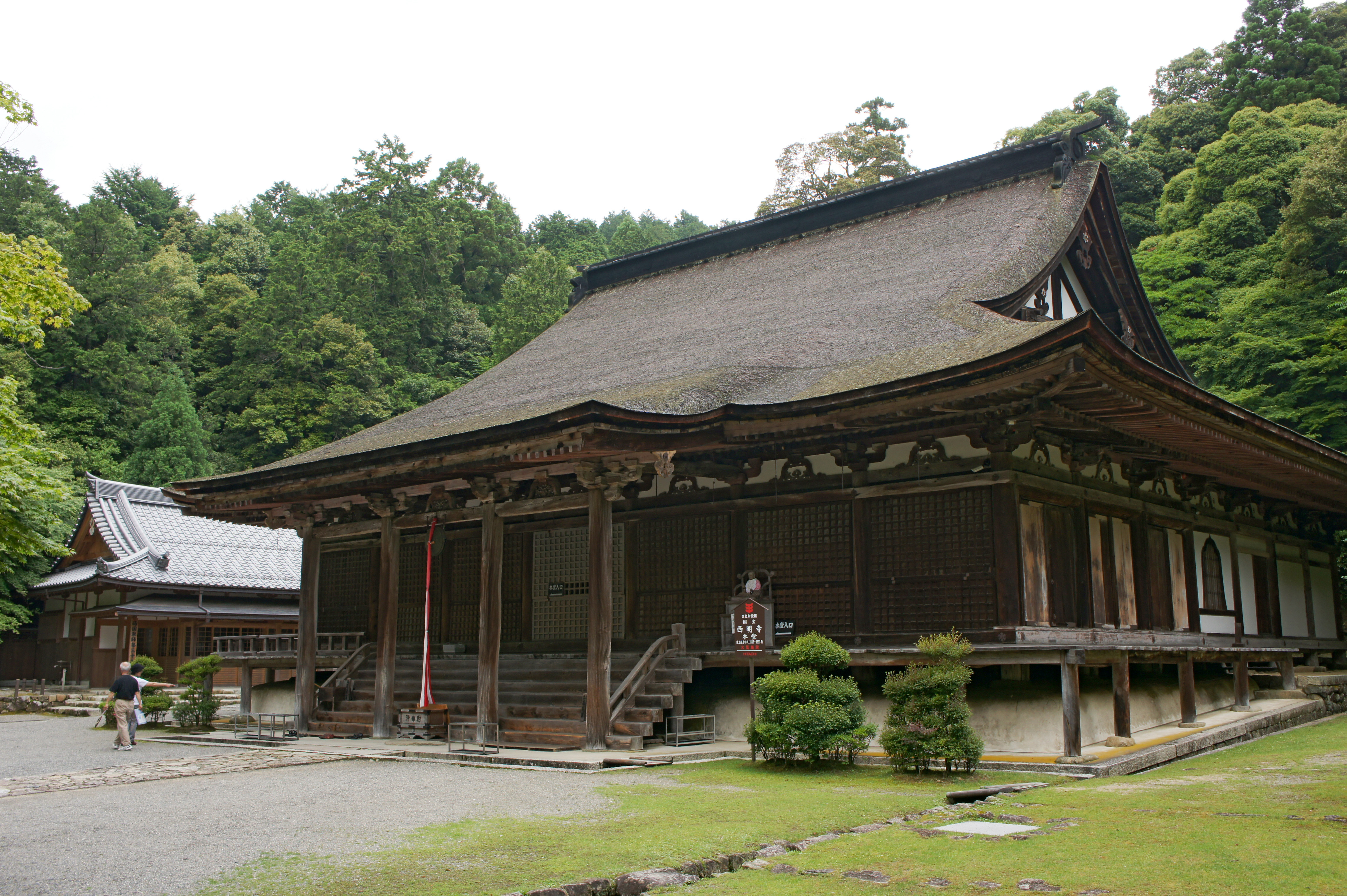
西明寺的本堂
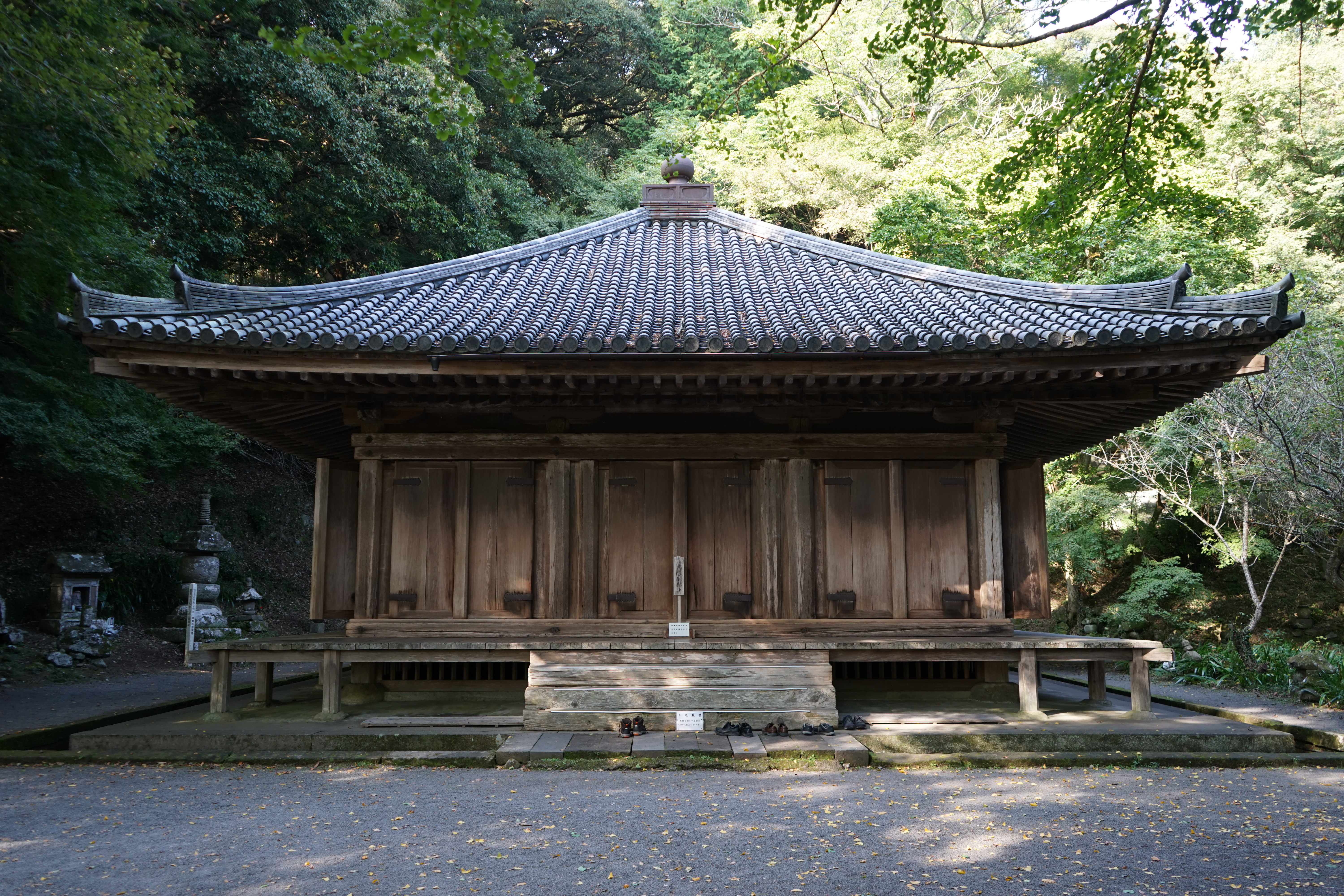
富貴寺的大堂
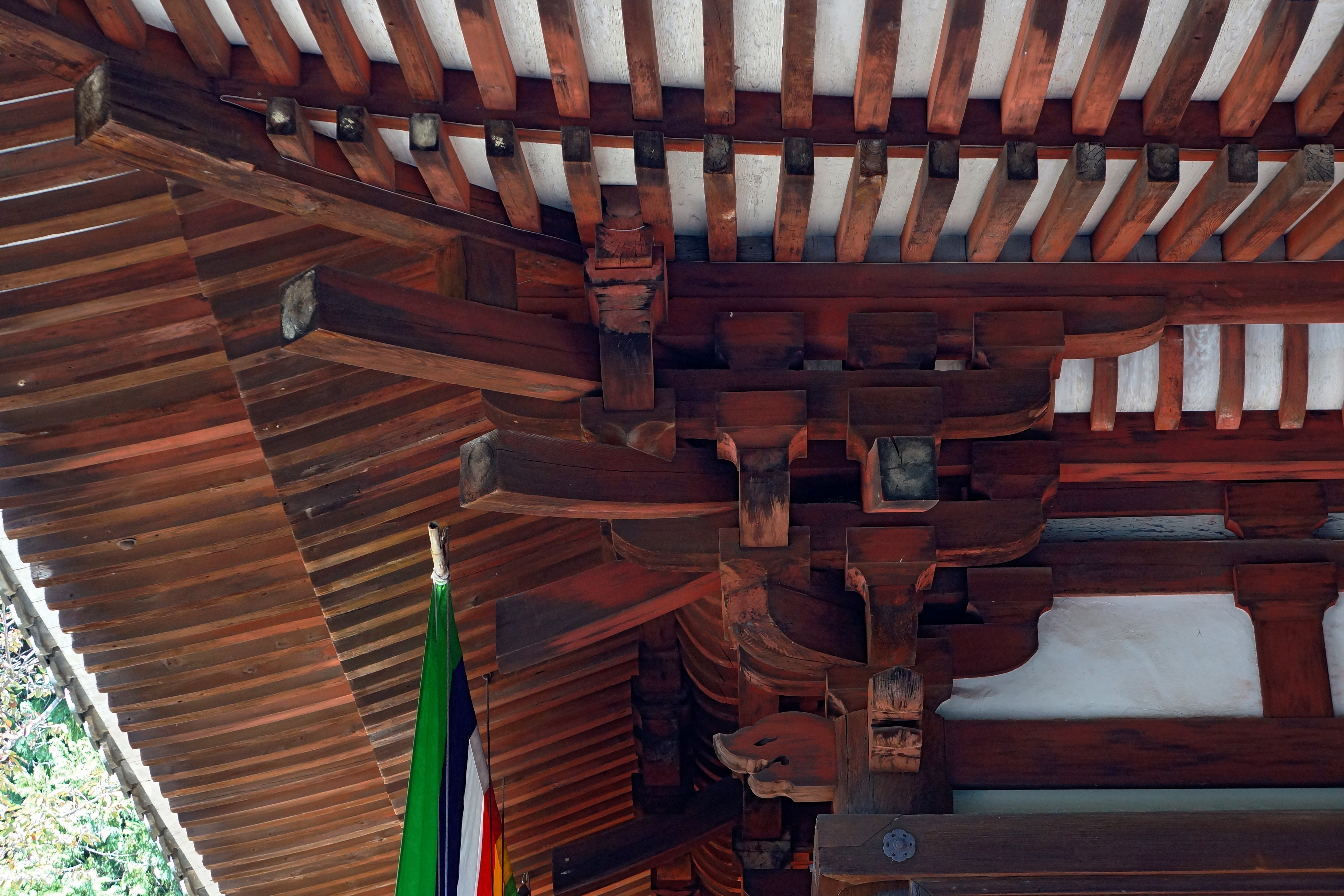
和樣的斗拱

### 鐮倉樣式

#### 大佛樣
大佛樣（Daibutsuyō）也叫天竺樣（Tenjikuyō），是日本鎌倉時代的一名和尚——重源，受到宋代中國福建一帶禪宗建築文化影響，演變出的一種建築樣式。

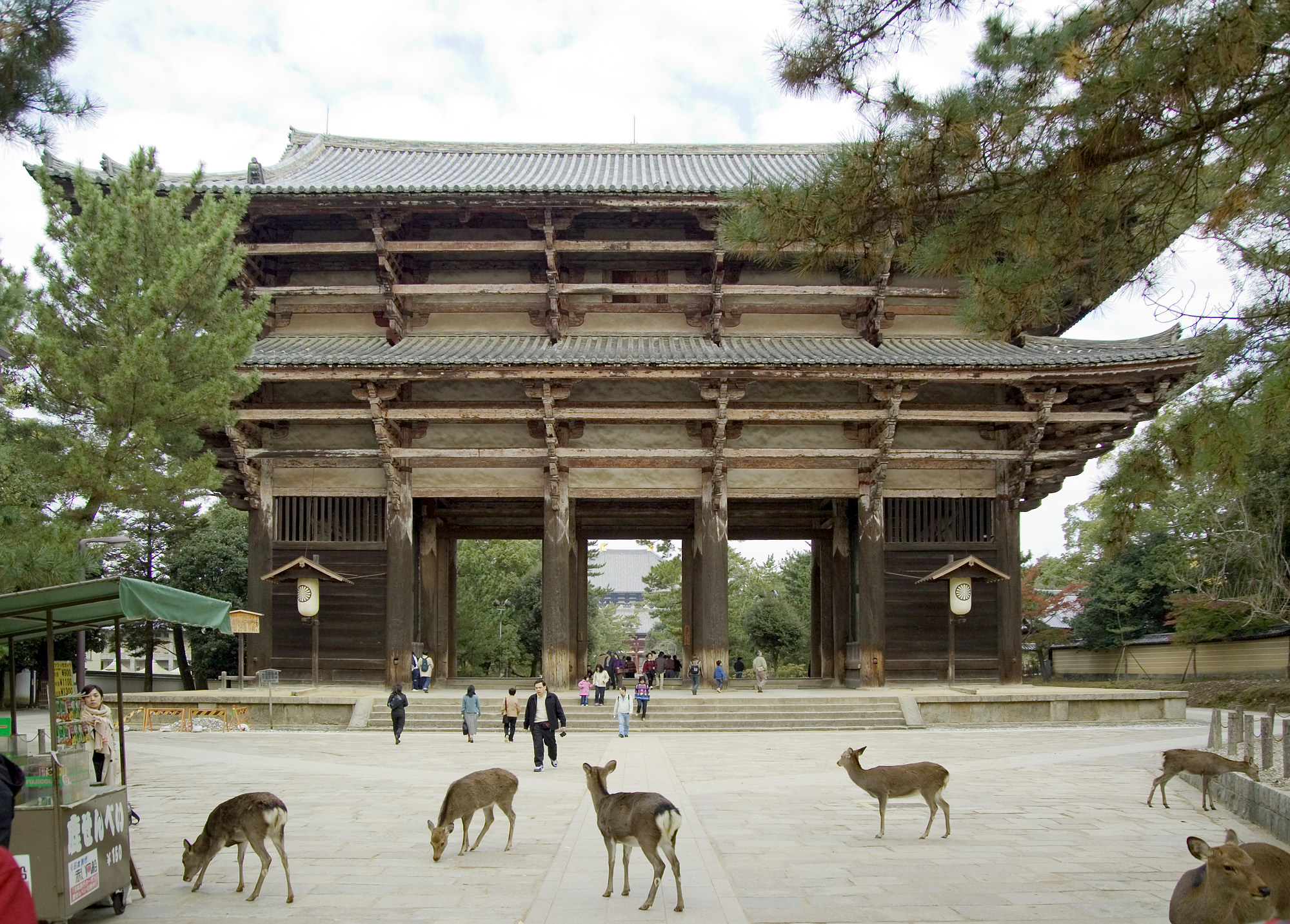
東大寺南大門
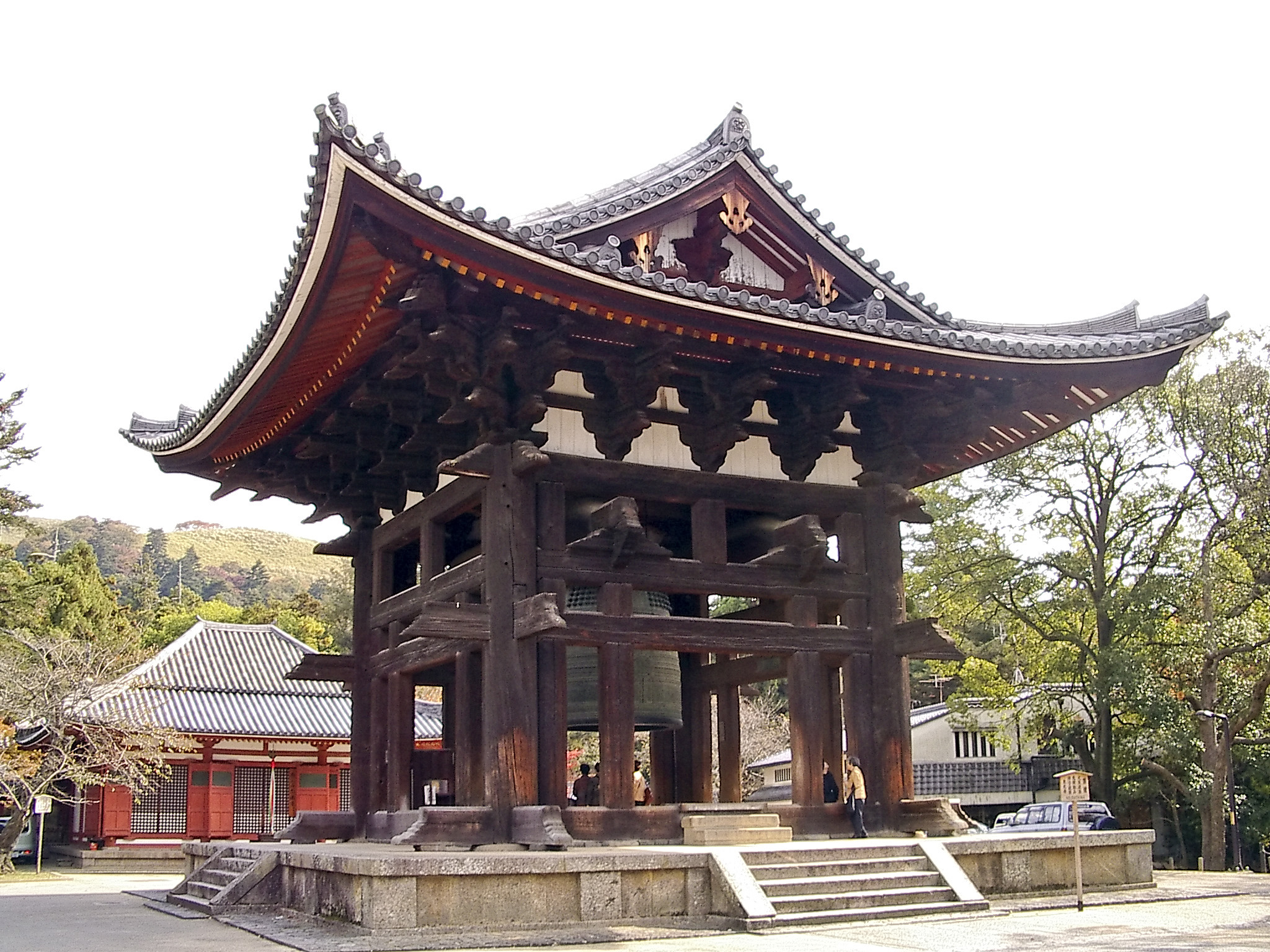
東大寺鐘樓
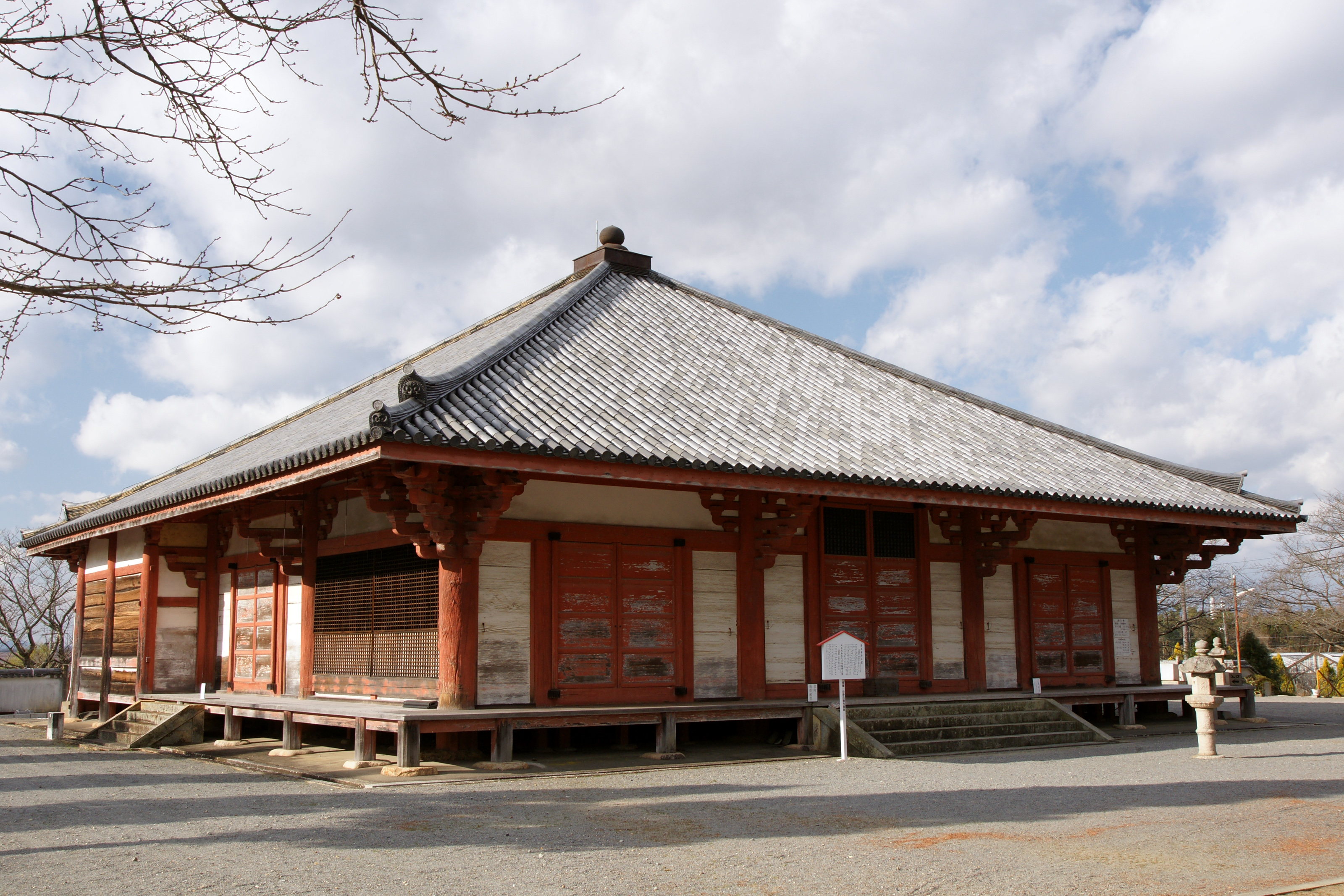
淨土寺淨土堂
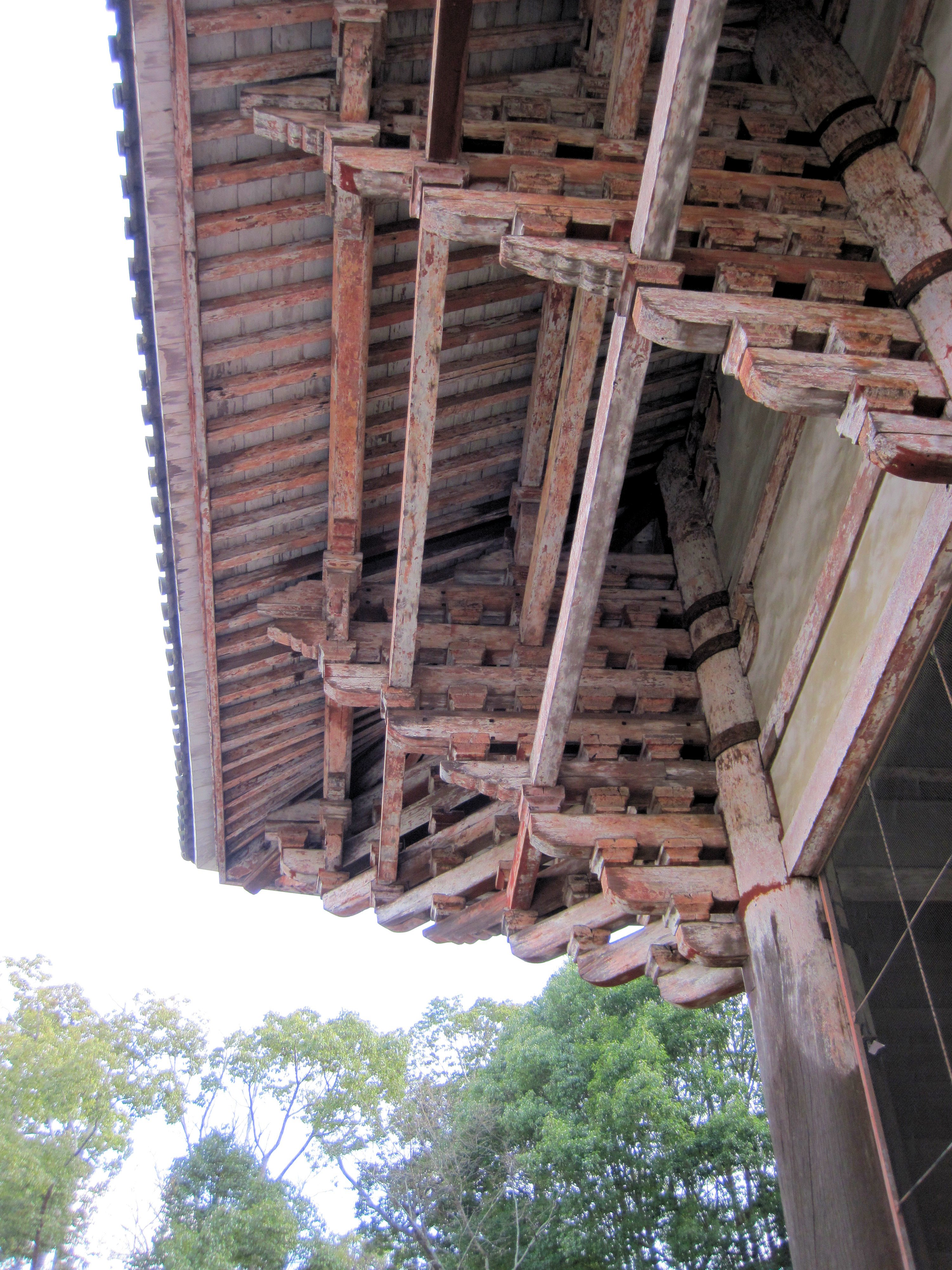
大佛樣的斗拱風格

#### 禪宗樣
禪宗樣（Zenshūyō）也叫唐樣（karayō），是日本鎌倉時代的和尚——榮西和道元，受到宋代中國江浙一帶建築文化影響，演變出的一種建築樣式。

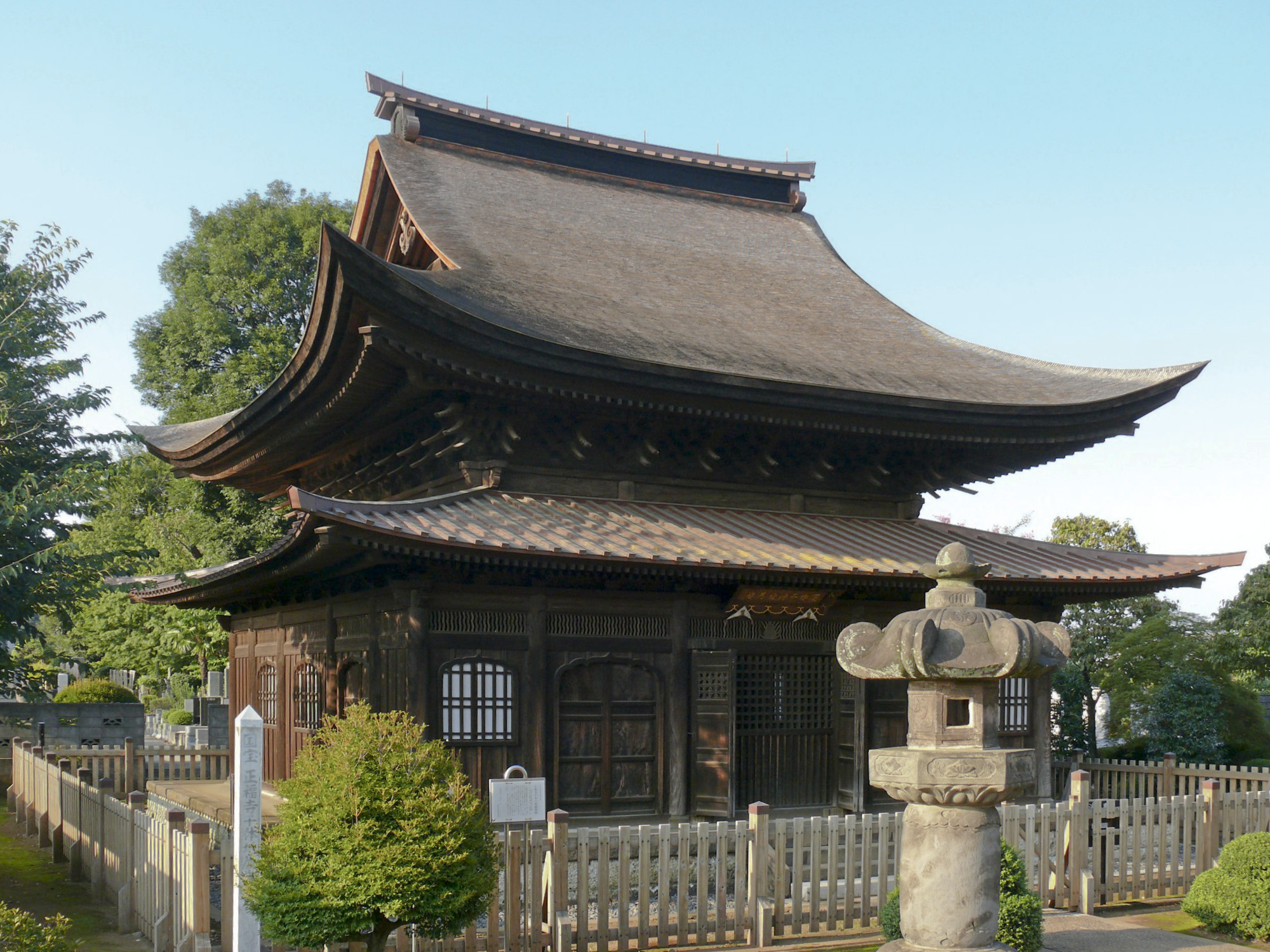
东京都东村山市正福寺（日语：正福寺 (東村山市)）地藏堂
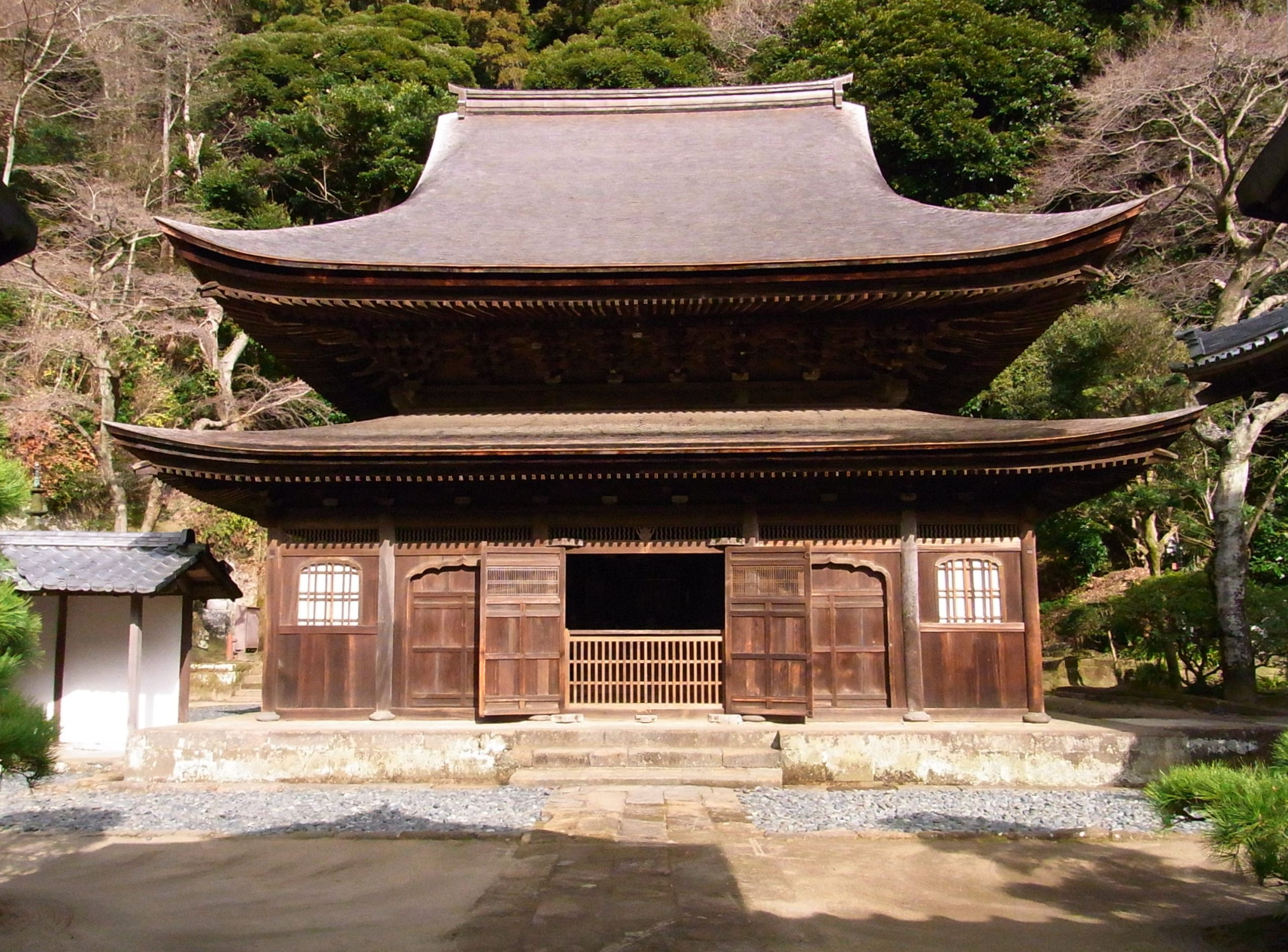
镰仓圓覺寺舍利殿
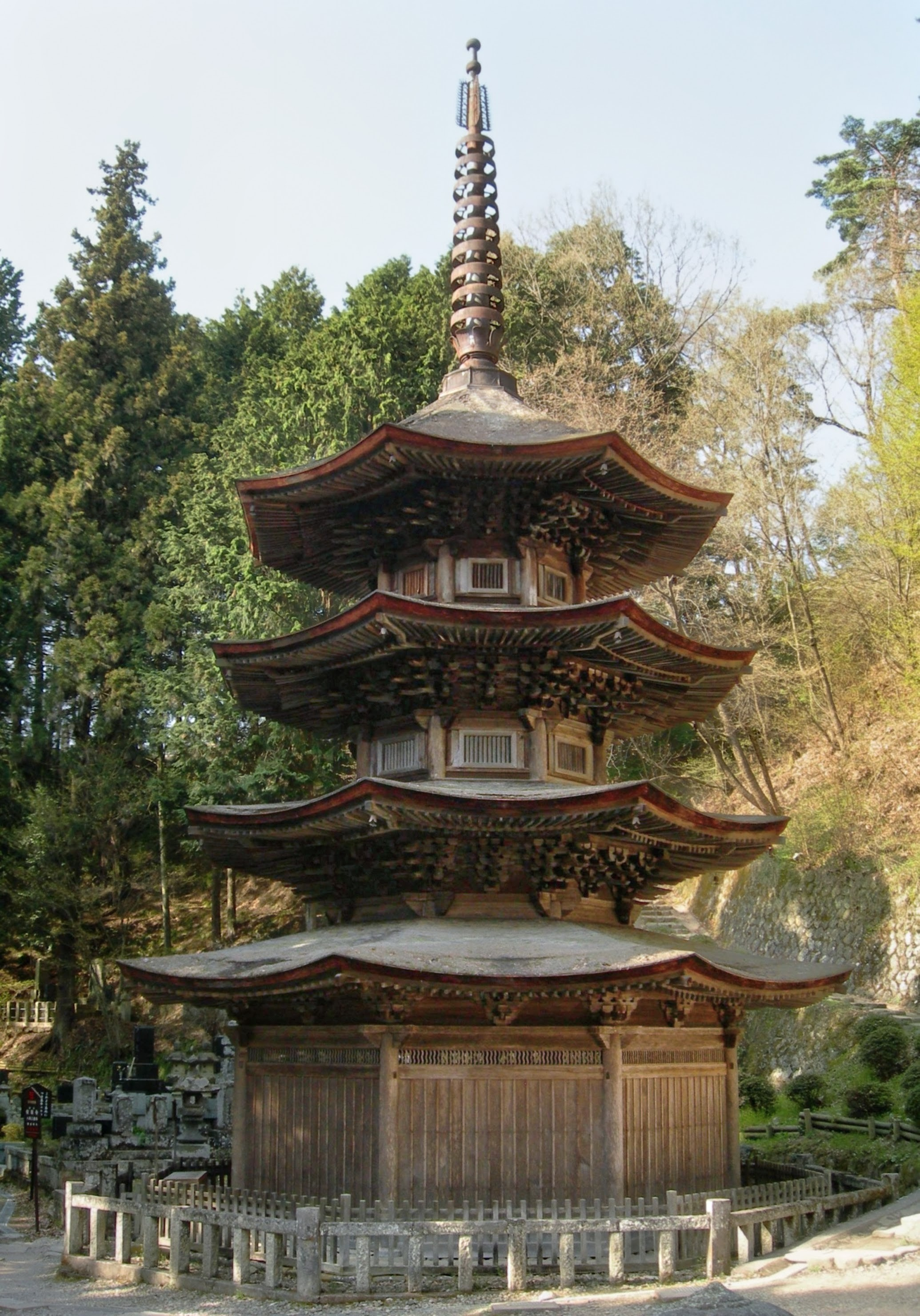
长野县安樂寺八角三重塔，建于14世纪
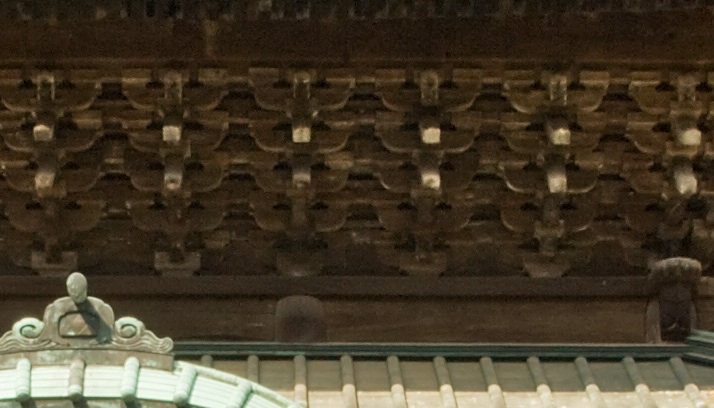
禪宗樣的鋪作

#### 折衷樣
折衷樣（Setchūyō）是上面三個樣式的混合風格。

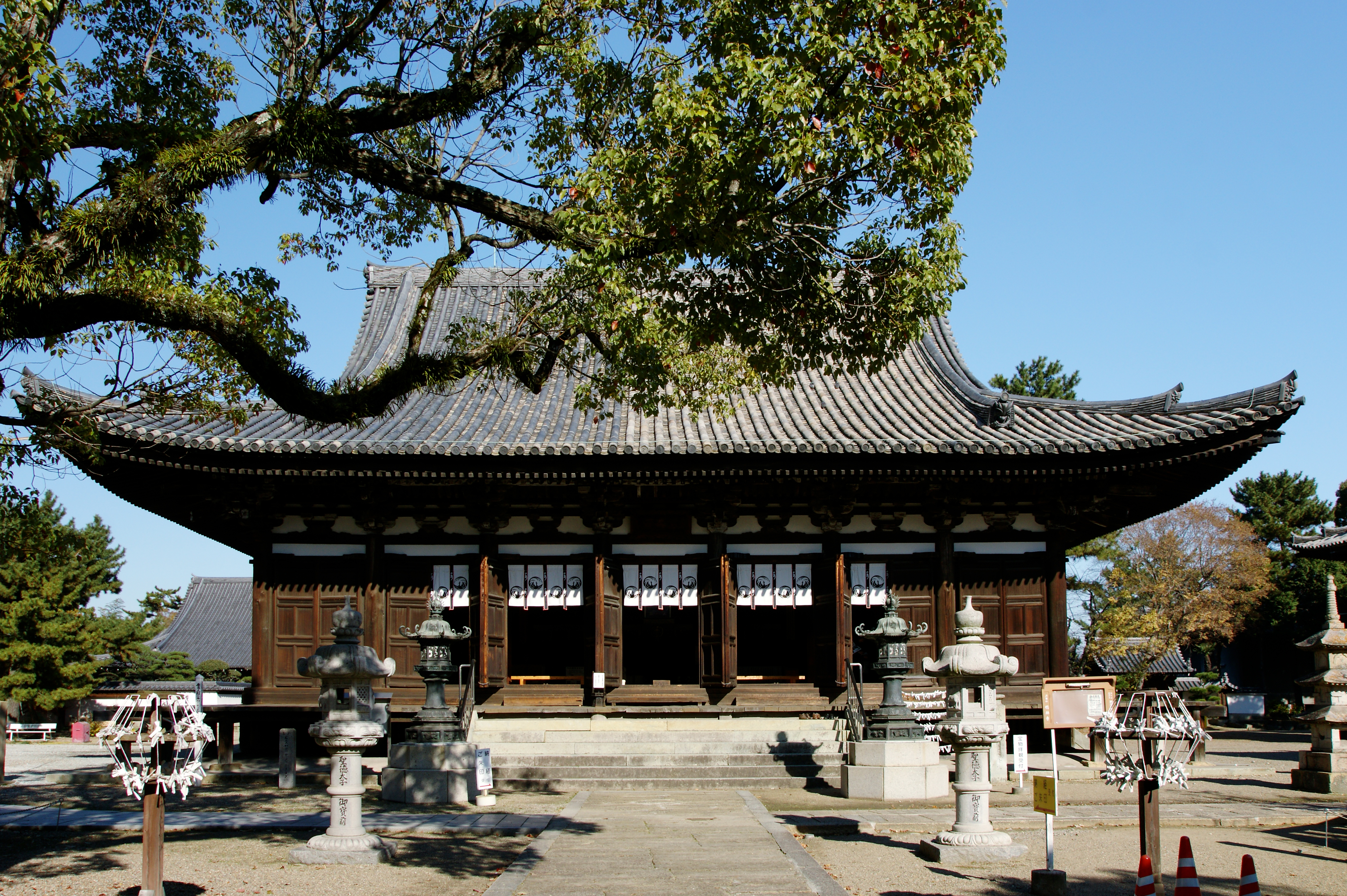
鶴林寺的本堂
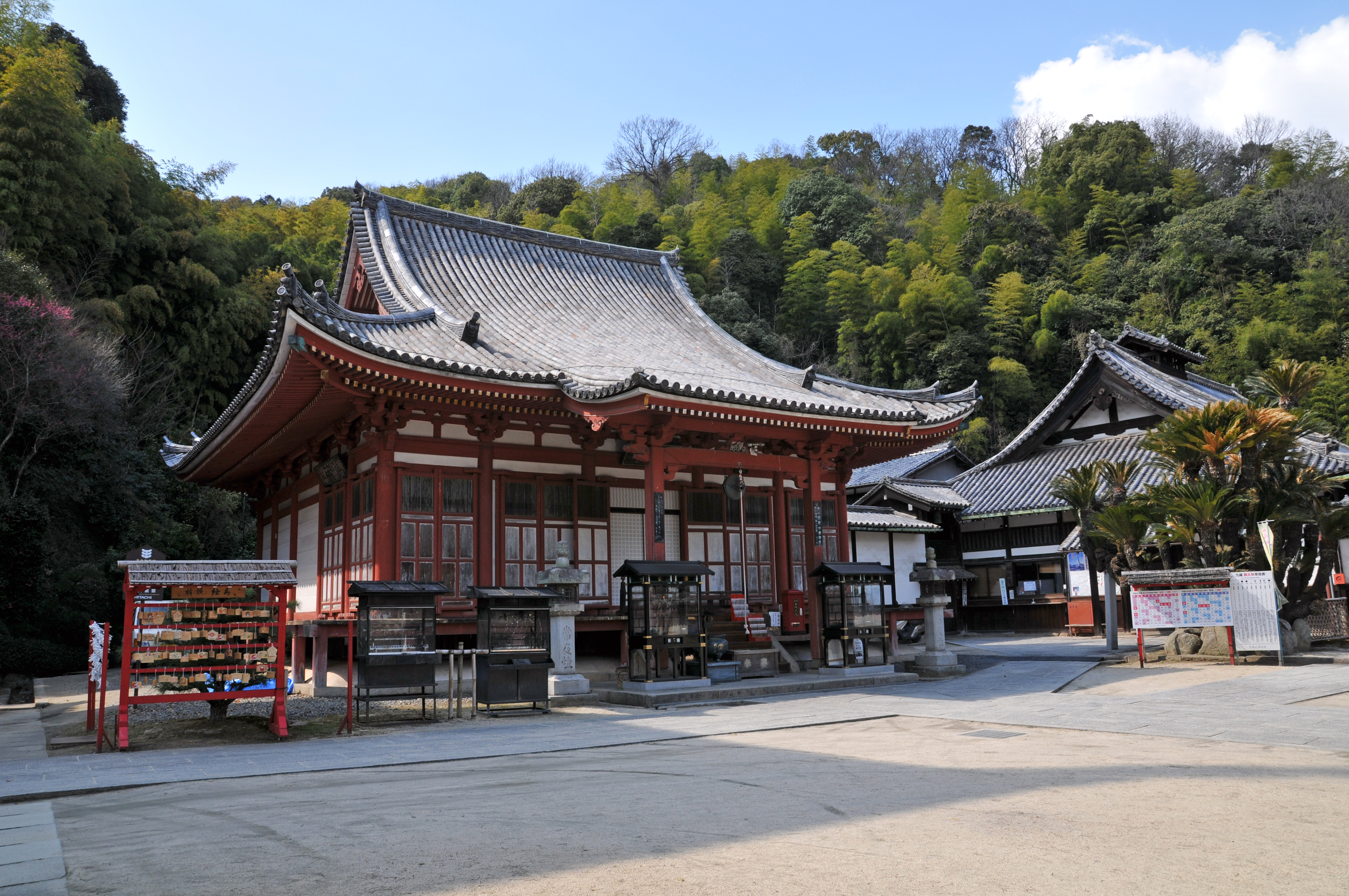
明王院的本堂

## 寺院設施

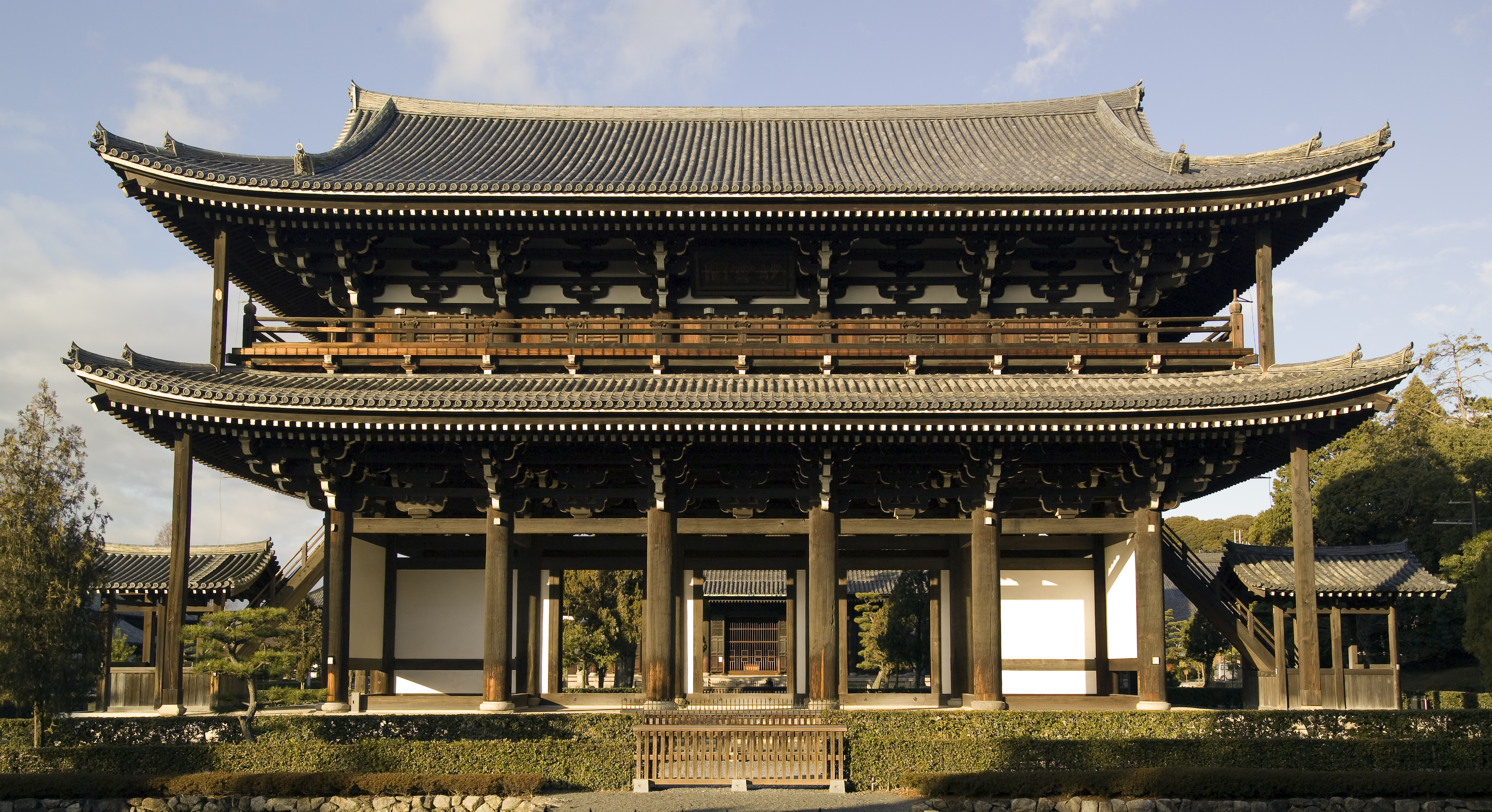
東福寺的三門
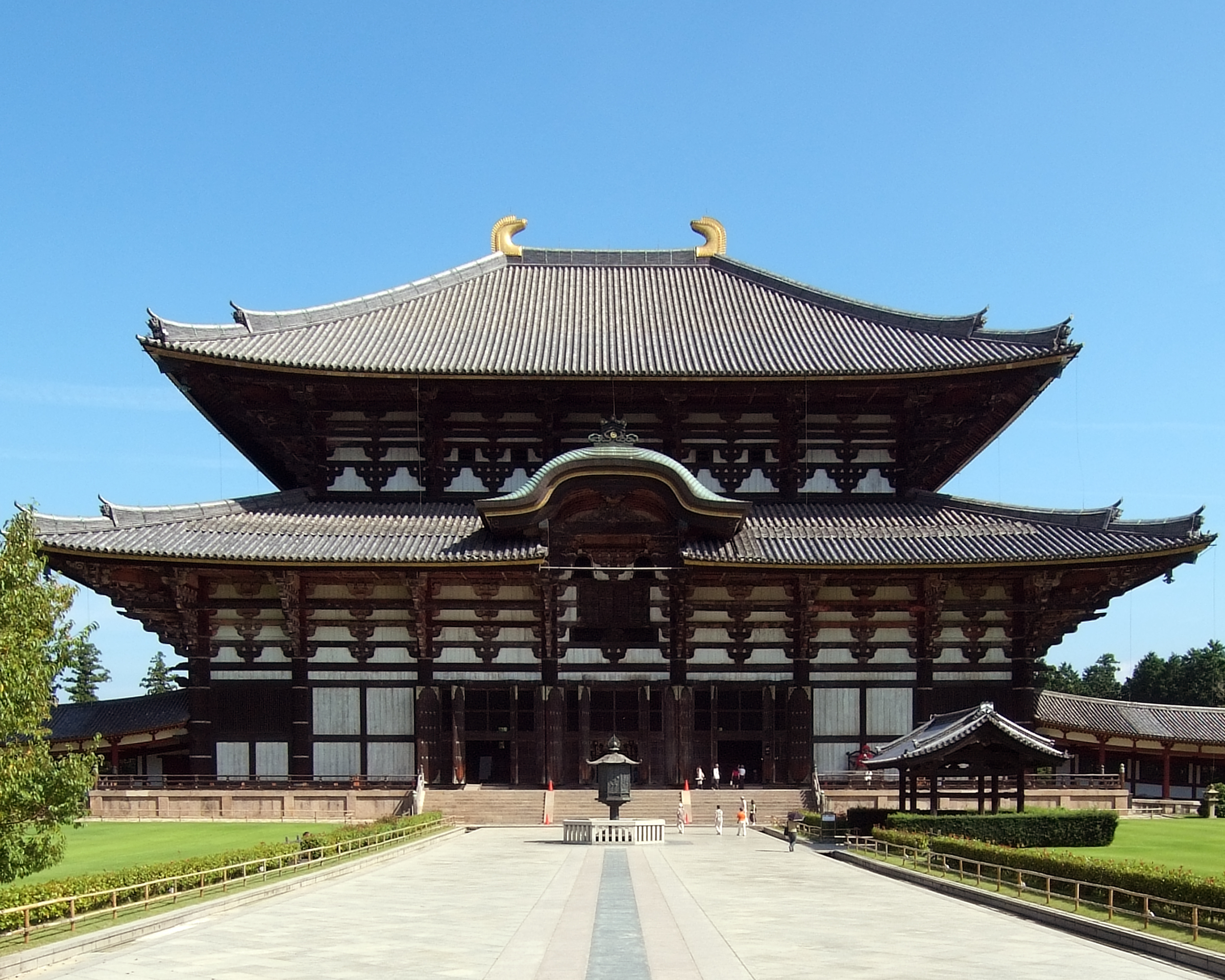
東大寺的金堂
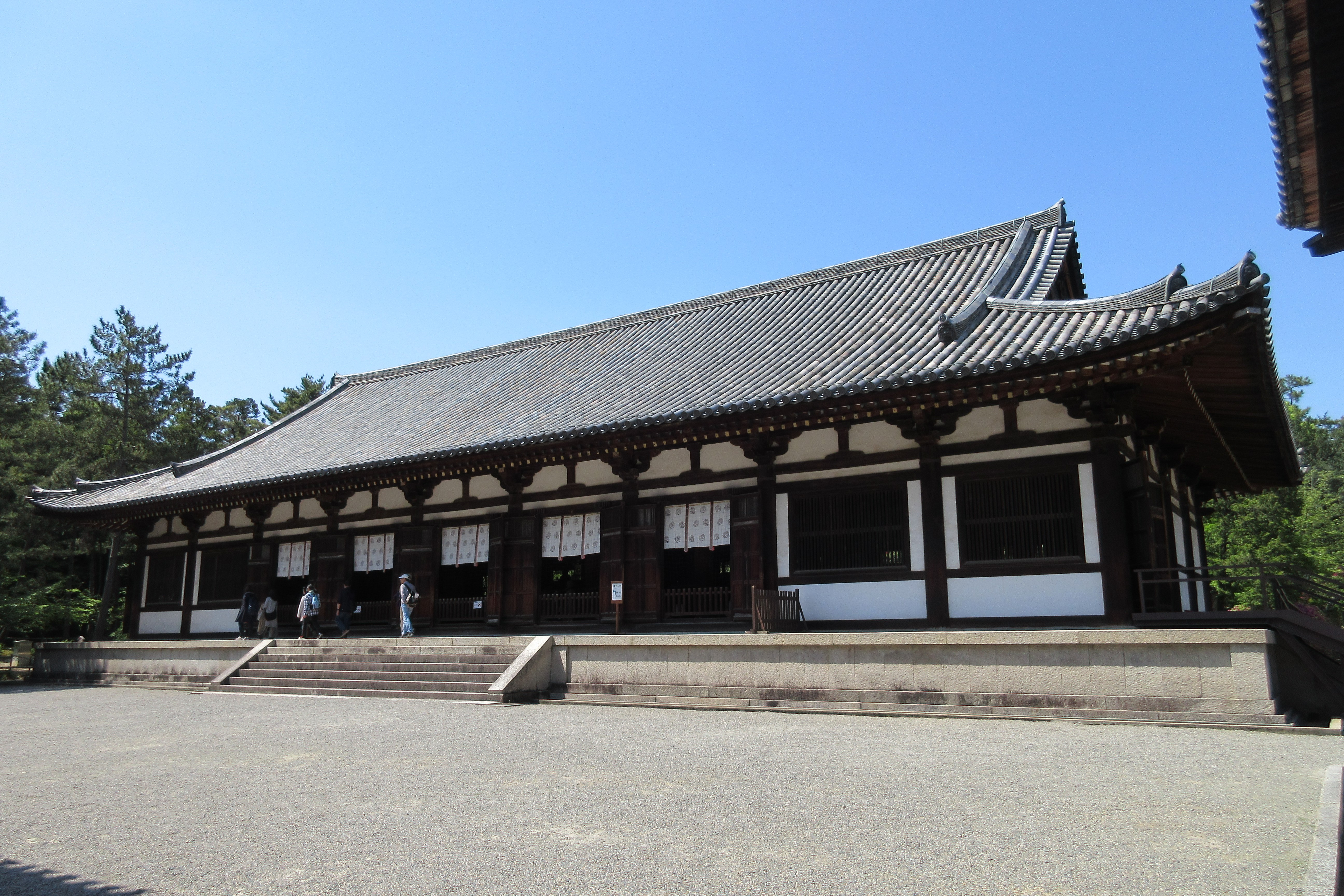
唐招提寺的講堂
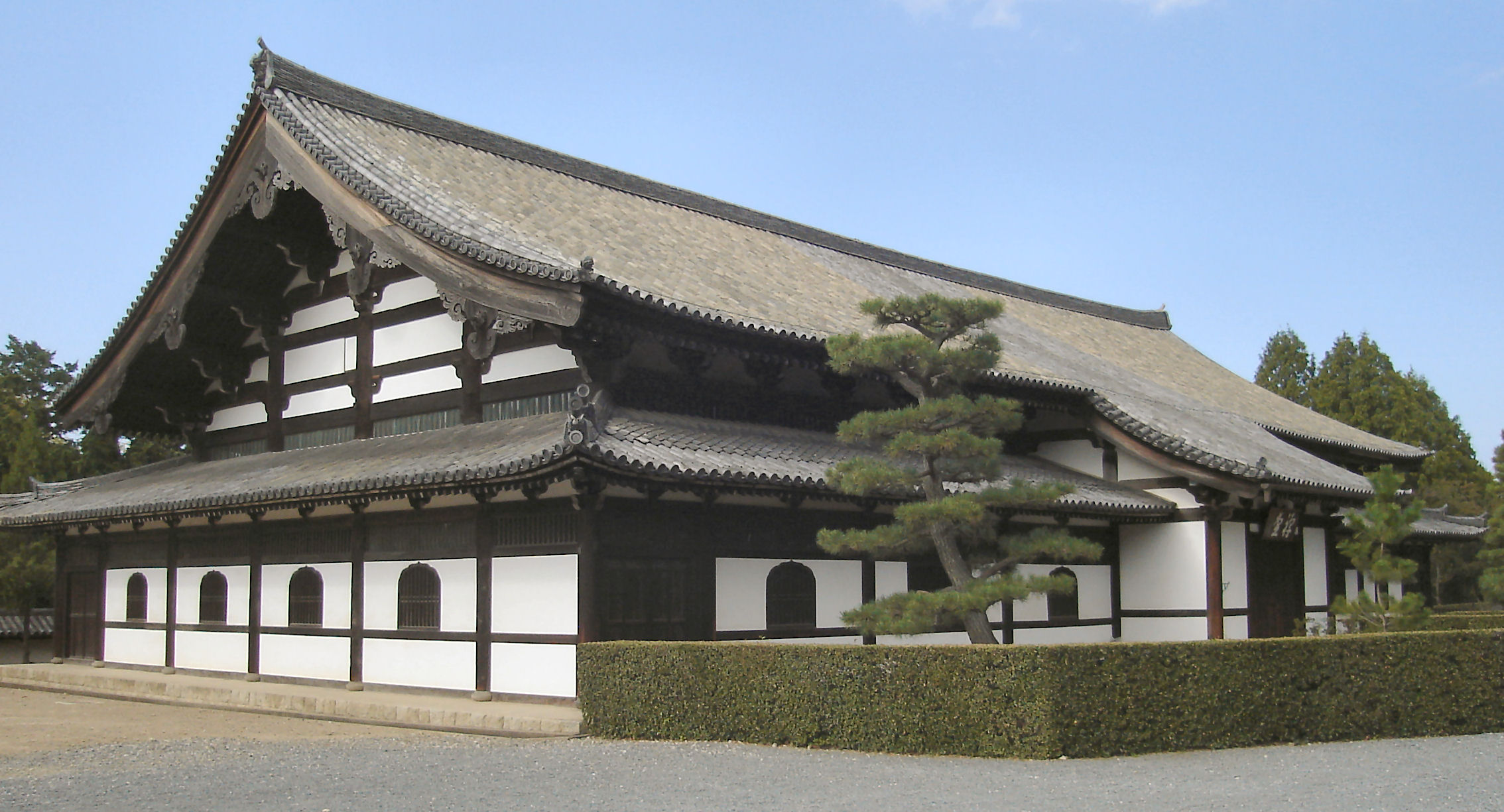
東福寺的禪堂
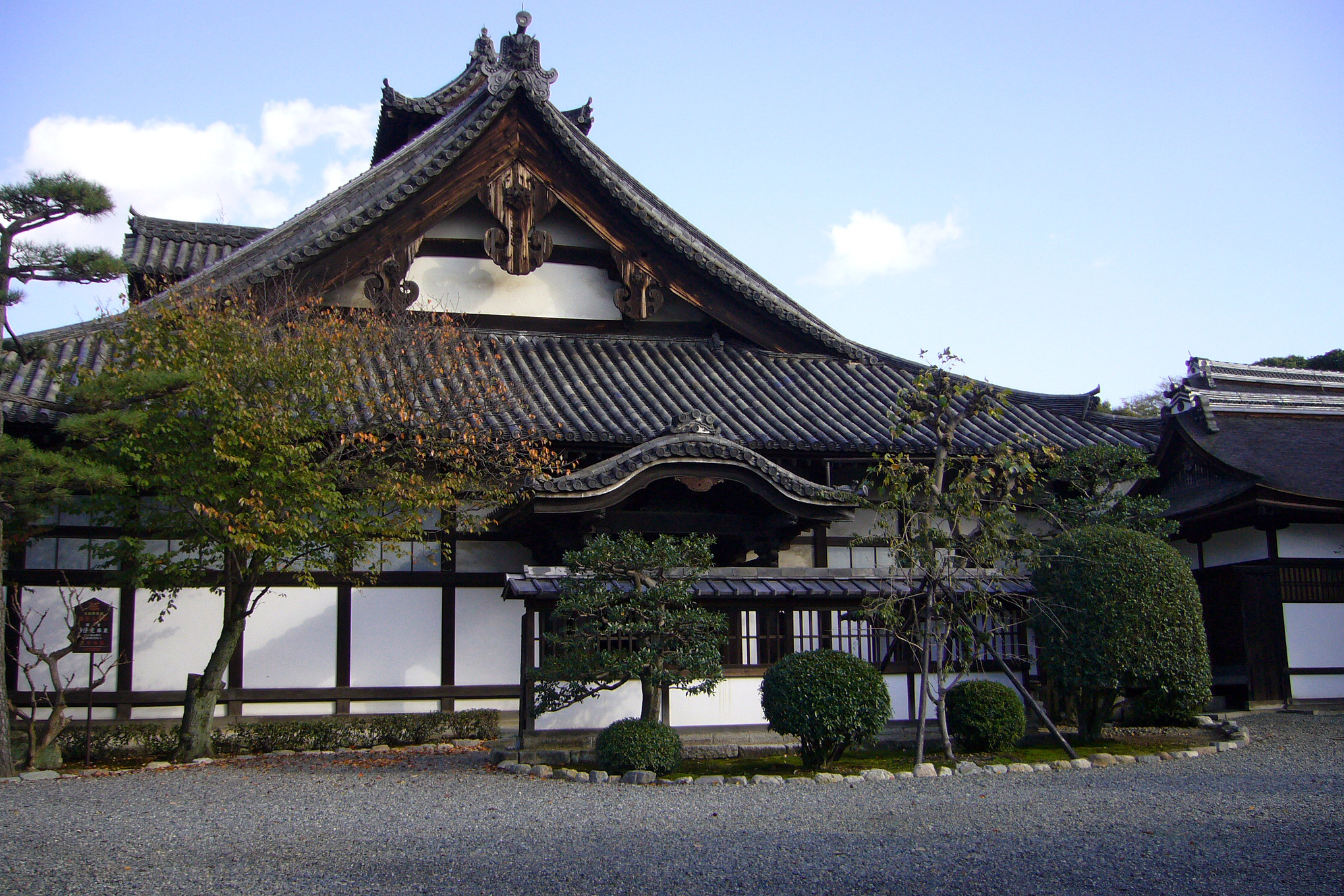
妙法院的庫裏
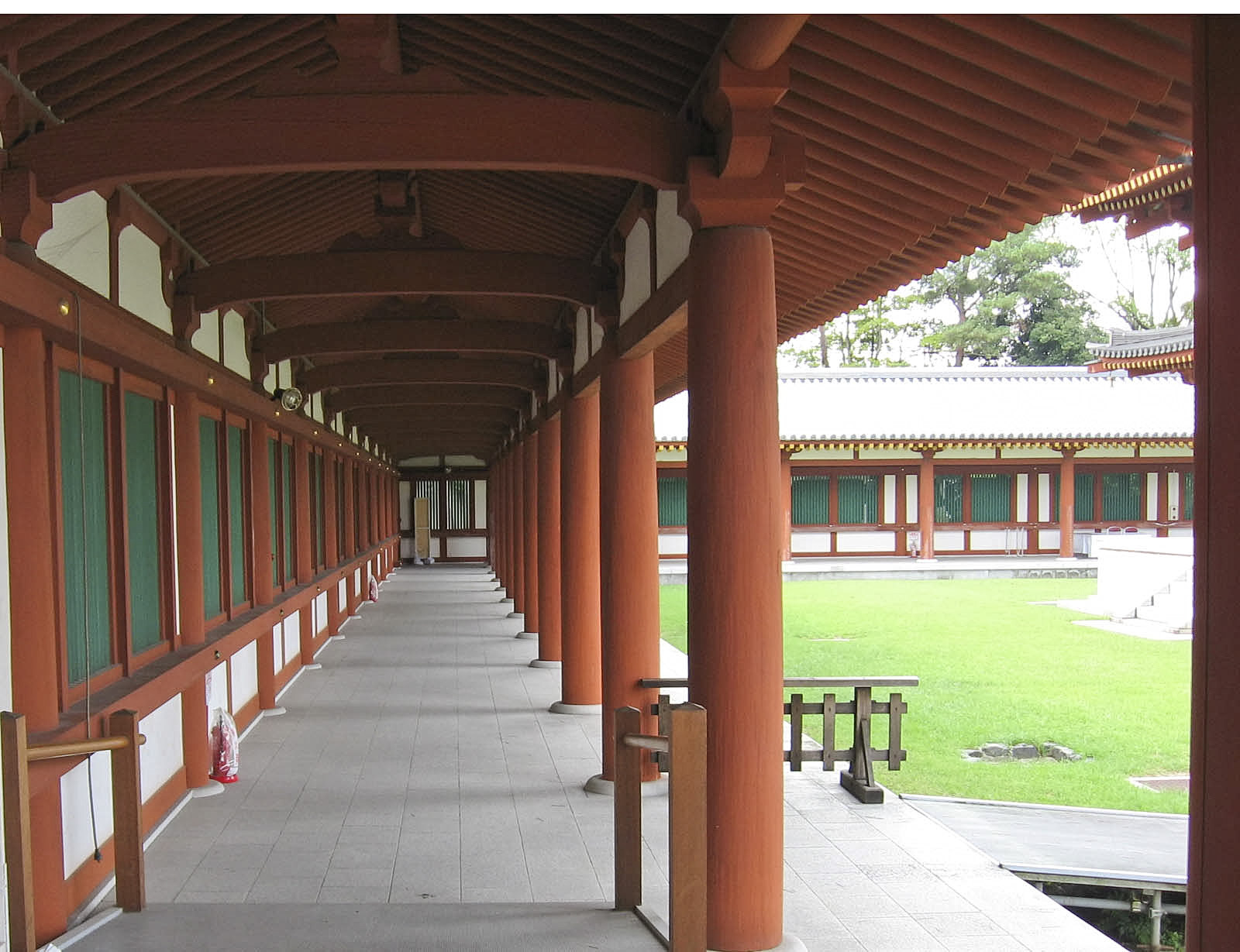
藥師寺的回廊
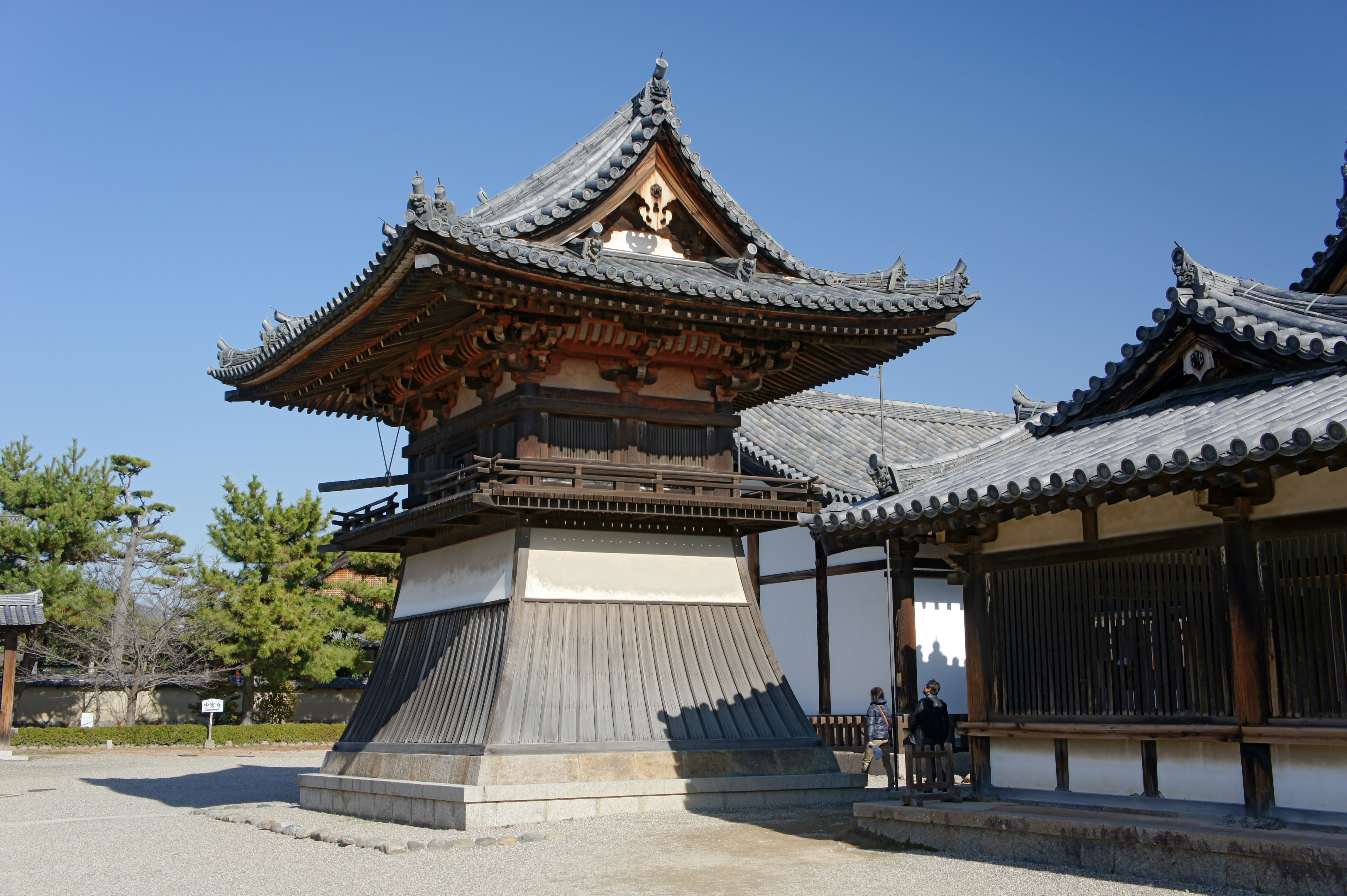
法隆寺的鐘楼
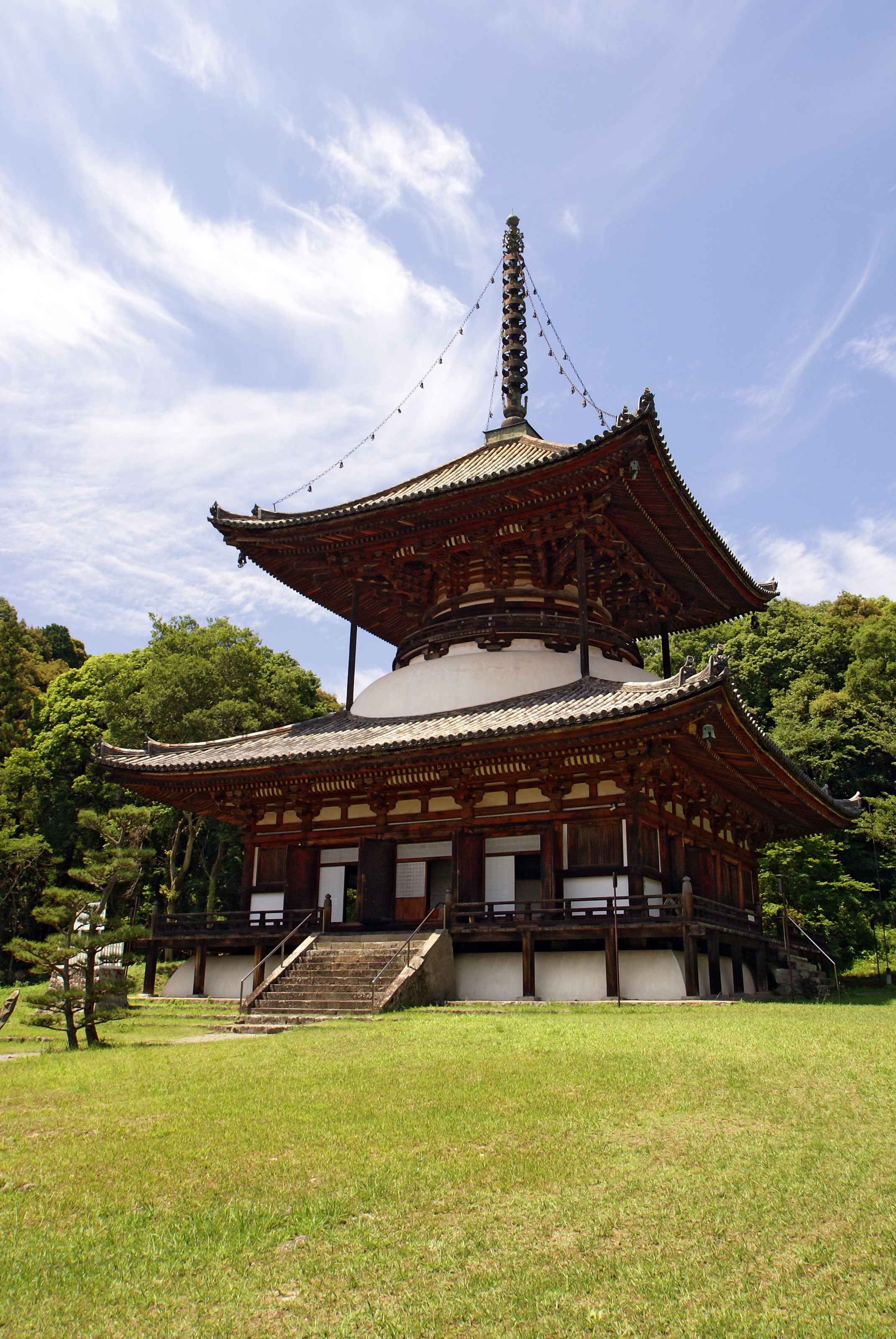
根来寺的多寶塔
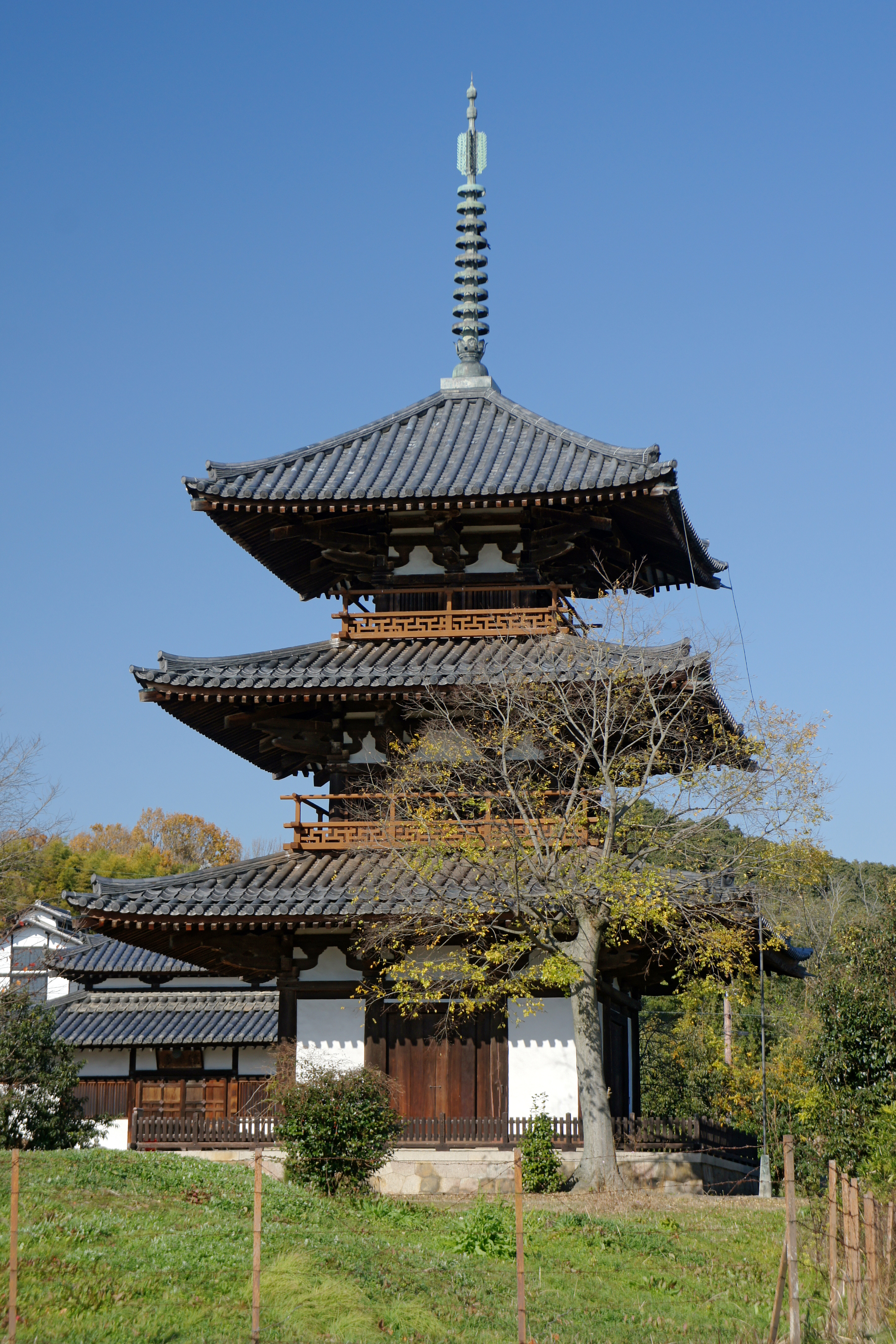
法起寺的三重塔
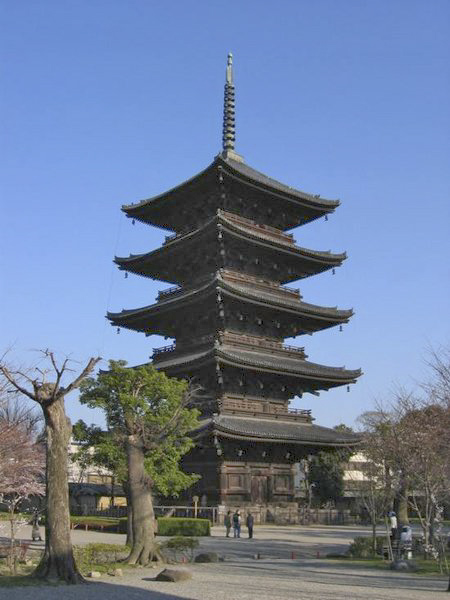
東寺的五重塔
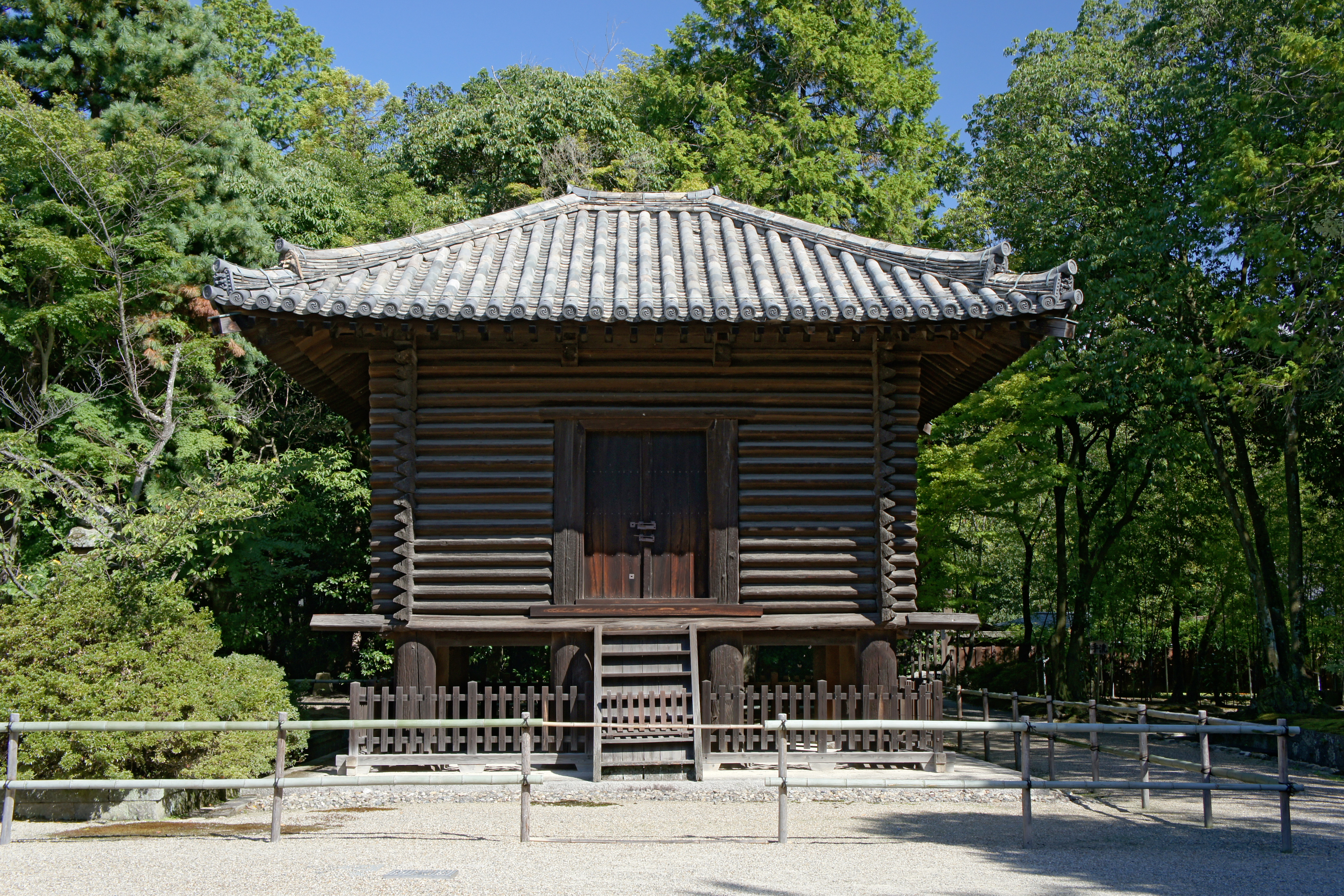
唐招提寺的經藏
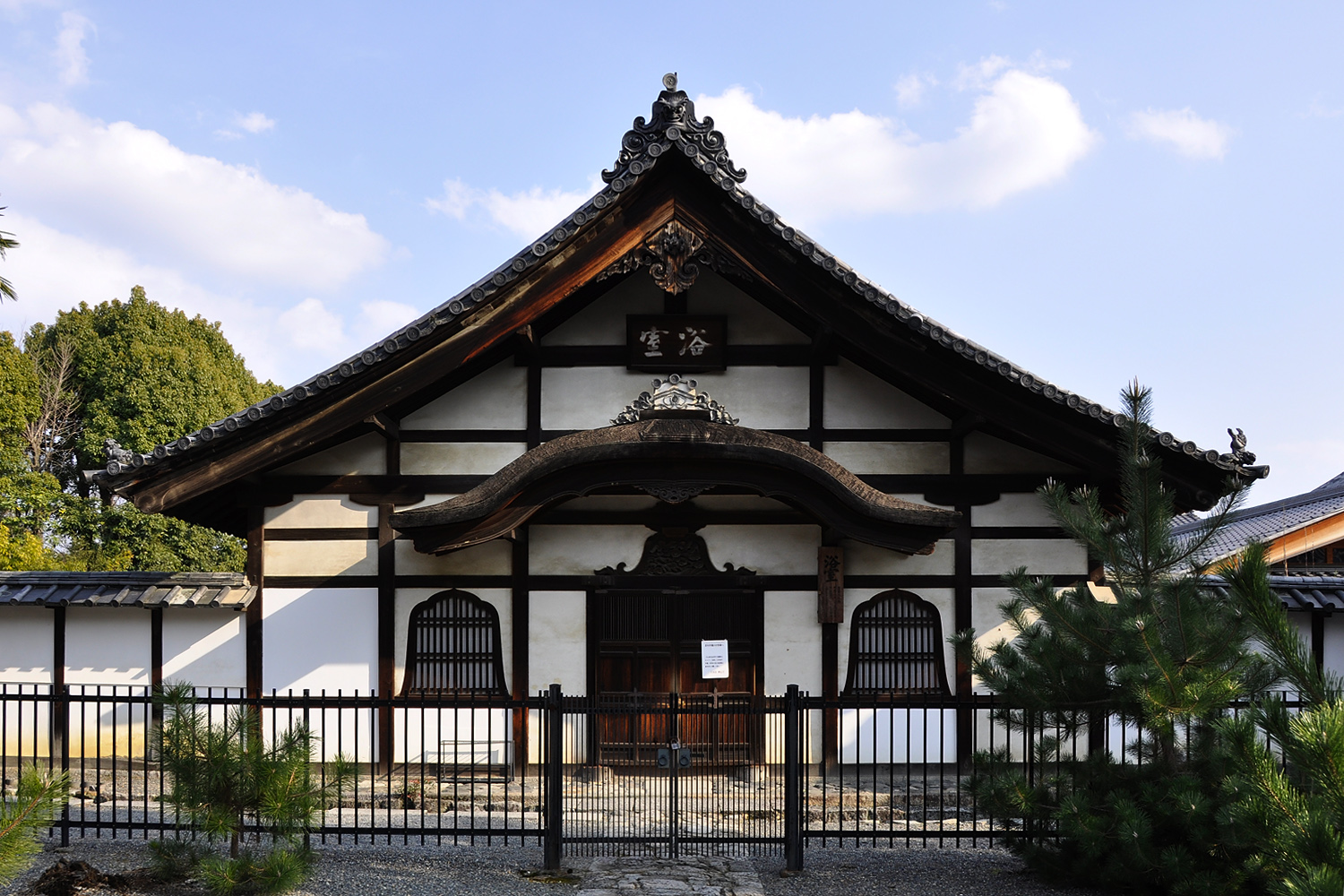
妙心寺的浴室
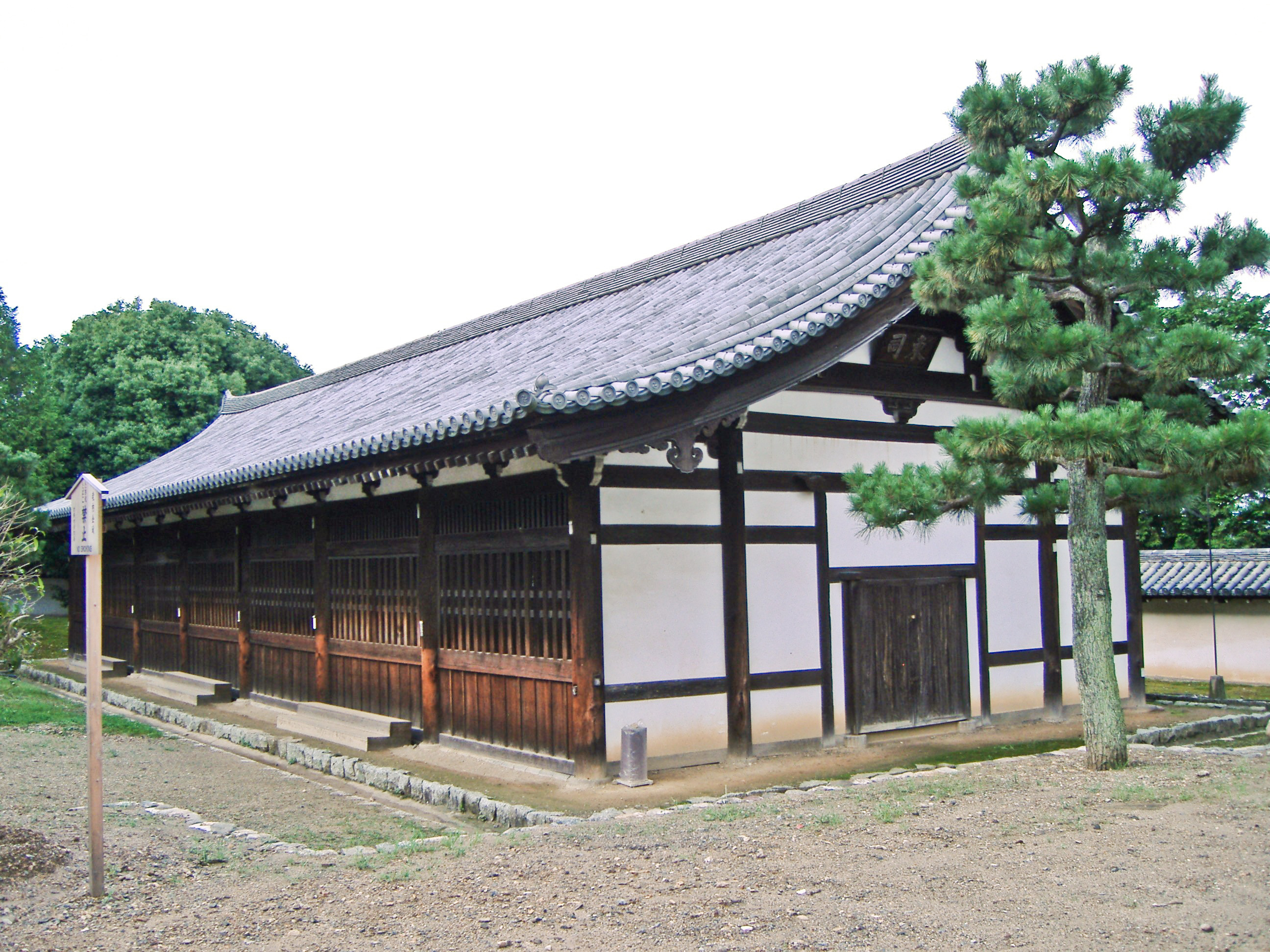
東福寺的東司
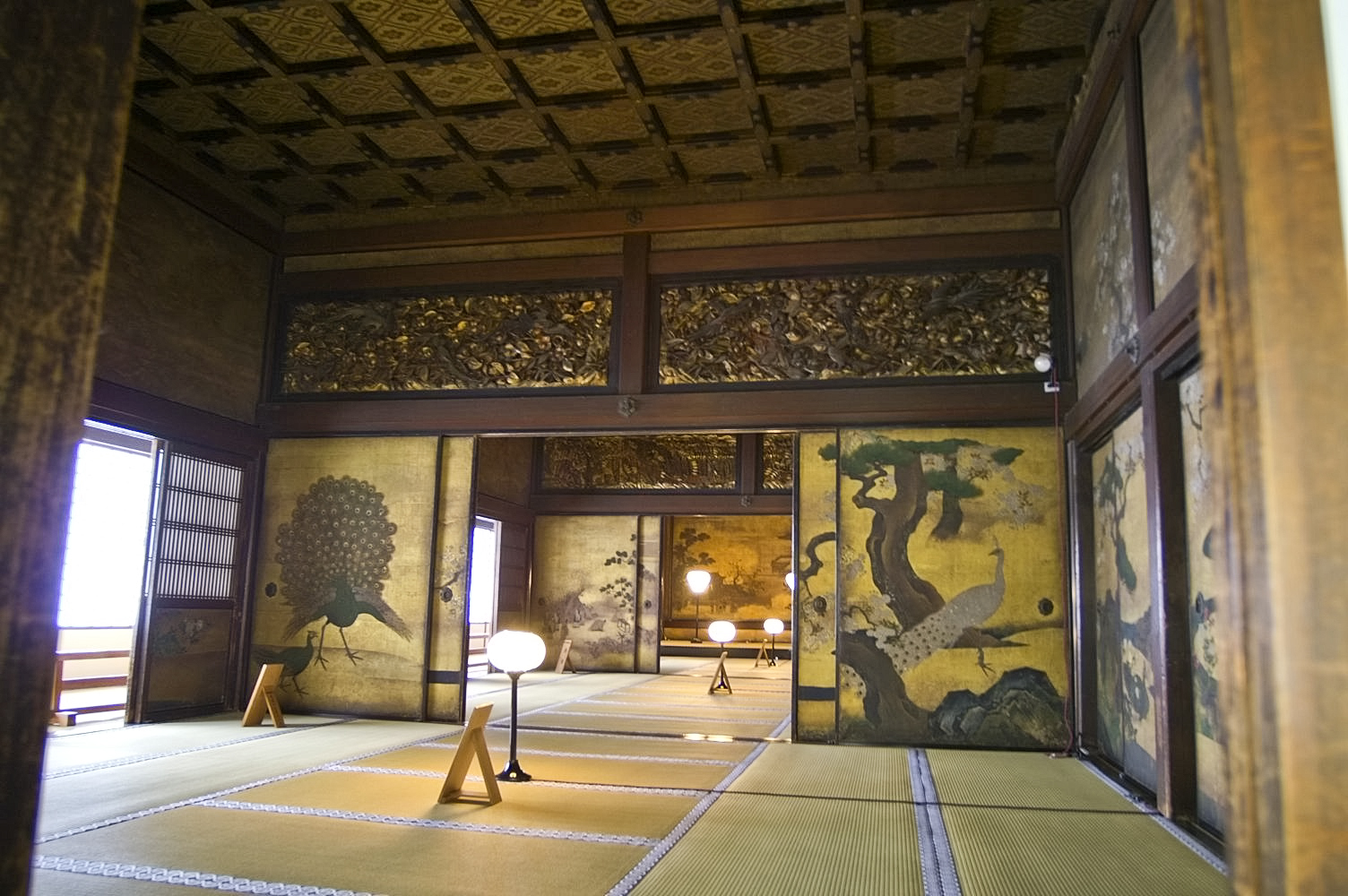
西本願寺的書院
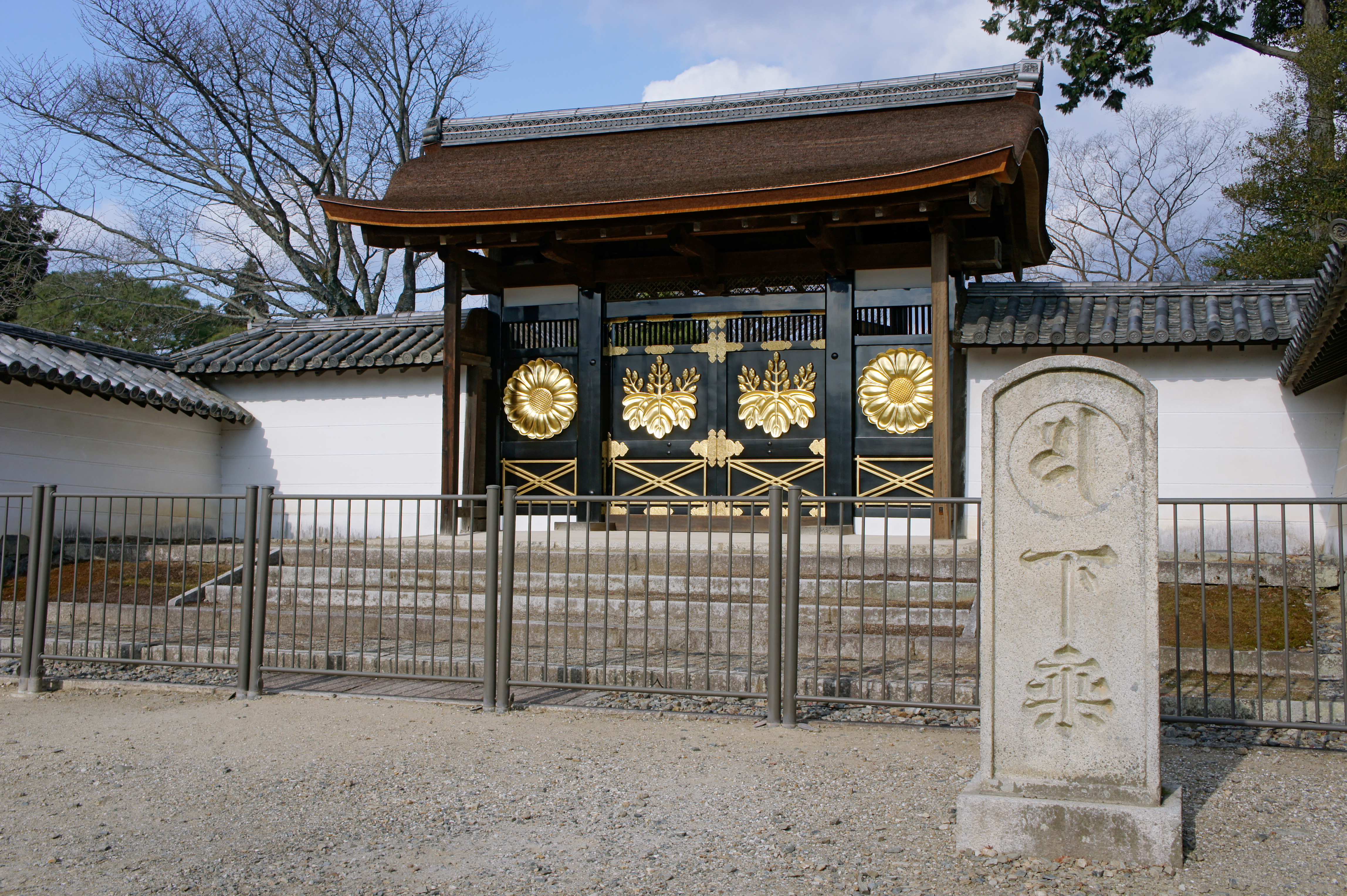
醍醐寺的唐門
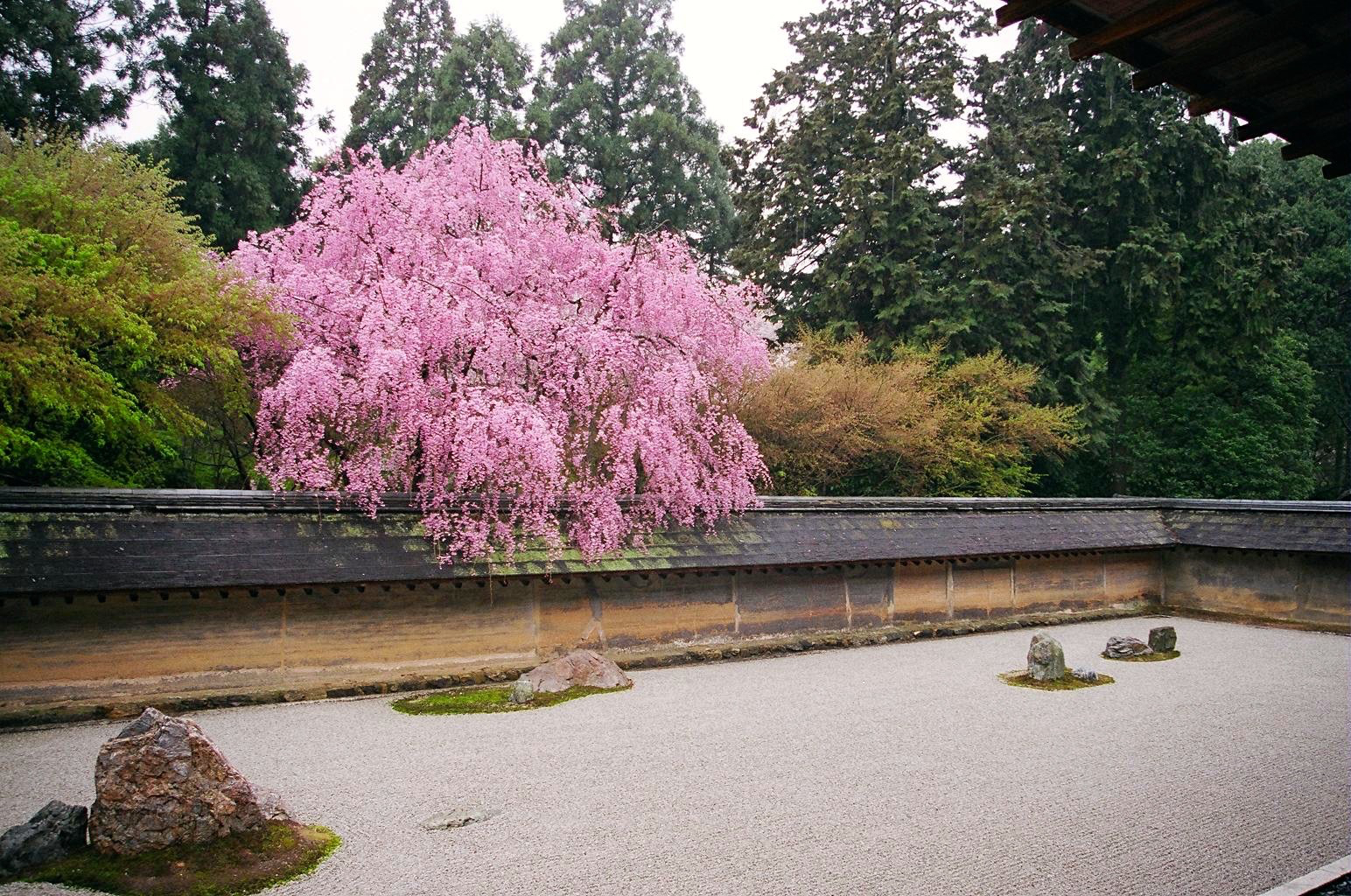
龍安寺的庭園